# Görögország a 2004. évi nyári olimpiai játékokon
Görögország az Athénban megrendezett 2004. évi nyári olimpiai játékok házigazda nemzeteként vett részt a versenyeken. Az országot az olimpián 33 sportágban 426 sportoló képviselte, akik összesen 16 érmet szereztek.
Görögország mindössze csak a gyeplabdában nem indított csapatot a hazai rendezésű olimpián.

## Érmesek
| Érem  | Versenyző | Sportág    | Versenyszám                    |
| ----- | --- | ---------- | ------------------------------ |
| Arany | Faní Halkiá | Atlétika   | Női 400 m gát                  |
| Arany | Athanaszía Cumeléka | Atlétika   | Női 20 km gyaloglás            |
| Arany | Ilíasz Iliádisz | Cselgáncs  | Férfi váltósúly                |
| Arany | Thomász Bímisz Nikólaosz Sziranídisz | Műugrás    | Férfi szinkron műugrás         |
| Arany | Dimoszthénisz Tambákosz | Torna      | Férfi gyűrű                    |
| Arany | Szofía Bekatóru Emilía Cúlfa | Vitorlázás | Női 470-es osztály             |
| Ezüst | Hriszopijí Devedzí | Atlétika   | Női hármasugrás                |
| Ezüst | Anasztaszía Keleszídu | Atlétika   | Női diszkoszvetés              |
| Ezüst | Aléxandrosz Nikolaídisz | Taekwondo  | Férfi nehézsúly                |
| Ezüst | Eli Misztakídu | Taekwondo  | Női váltósúly                  |
| Ezüst | Nikólaosz Kaklamanákisz | Vitorlázás | Férfi szörfvitorlázás          |
| Ezüst | Nemzeti válogatott Dímitra Aszilián Jeorjía Elináki Katerína Ikonomopúlu Eftihía Karajáni Angelikí Karapatáki Sztavrúla Kozómboli Júli Lára Kikí Liószi Andiópi Melidóni Andonía Moraíti Evangelía Moraitídu Anthúla Milonáki Andigóni Rumbészi | Vízilabda  | Női                            |
| Bronz | Mirela Manjani | Atlétika   | Női gerelyhajítás              |
| Bronz | Artyom Kjuregjan | Birkózás   | Férfi kötöttfogás, 55 kg       |
| Bronz | Vaszíliosz Polímerosz Nikólaosz Szkiathítisz | Evezés     | Férfi könnyűsúlyú kétpárevezős |
| Bronz | Pírosz Dímasz | Súlyemelés | Férfi 85 kg                    |

## Asztalitenisz
Férfi
| Versenyző                             | Versenyszám | 64-es főtábla                                     | 48-as főtábla                                                                     | 32-es főtábla                                                                        | Nyolcaddöntő      | Negyeddöntő       | Elődöntő          | Döntő             | Helyezés |
| Versenyző                             | Versenyszám | Ellenfél Eredmény                                 | Ellenfél Eredmény                                                                 | Ellenfél Eredmény                                                                    | Ellenfél Eredmény | Ellenfél Eredmény | Ellenfél Eredmény | Ellenfél Eredmény | Helyezés |
| ------------------------------------- | ----------- | ------------------------------------------------- | --------------------------------------------------------------------------------- | ------------------------------------------------------------------------------------ | ----------------- | ----------------- | ----------------- | ----------------- | -------- |
| Panajótisz Giónisz                    | Egyes       | Zhiwen He (ESP) · 7-11, 11-13, 4-11, 13-11, 13-15 | kiesett                                                                           | kiesett                                                                              | kiesett           | kiesett           | kiesett           | kiesett           | 49.      |
| Kalínikosz Kreánga                    | Egyes       |                                                   |                                                                                   | Jörgen Persson (SWE) · 5-11, 7-11, 9-11, 8-11                                        | kiesett           | kiesett           | kiesett           | kiesett           | 17.      |
| Panajótisz Giónisz Kalínikosz Kreánga | Páros       |                                                   | Argentína (ARG) · Oscar González · Pablo Tabachnik · 11-7, 11-7, 11-2, 9-11, 11-6 | Japán (JPN) · Kitó Akira · Taszaki Tosio · 11-9, 11-6, 5-11, 11-8, 6-11, 11-13, 4-11 | kiesett           | kiesett           | kiesett           | kiesett           | 17.      |

Női
| Versenyző                      | Versenyszám | 64-es főtábla                                    | 48-as főtábla                                                          | 32-es főtábla     | Nyolcaddöntő      | Negyeddöntő       | Elődöntő          | Döntő             | Helyezés |
| Versenyző                      | Versenyszám | Ellenfél Eredmény                                | Ellenfél Eredmény                                                      | Ellenfél Eredmény | Ellenfél Eredmény | Ellenfél Eredmény | Ellenfél Eredmény | Ellenfél Eredmény | Helyezés |
| ------------------------------ | ----------- | ------------------------------------------------ | ---------------------------------------------------------------------- | ----------------- | ----------------- | ----------------- | ----------------- | ----------------- | -------- |
| Arhontúla Volakáki             | Egyes       | Marina Kravchenko (ISR) · 6-11, 5-11, 4-11, 5-11 | kiesett                                                                | kiesett           | kiesett           | kiesett           | kiesett           | kiesett           | 49.      |
| María Moíru Arhontúla Volakáki | Páros       |                                                  | Kanada (CAN) · Petra Cada · Marie Roussy · 8-11, 11-4, 7-11, 9-11 8-11 | kiesett           | kiesett           | kiesett           | kiesett           | kiesett           | 25.      |

## Atlétika
Férfi
| Versenyző                                                                             | Versenyszám     | Előfutam | Előfutam | Előfutam | Negyeddöntő | Negyeddöntő | Negyeddöntő | Elődöntő | Elődöntő | Elődöntő | Döntő         | Döntő         |
| Versenyző                                                                             | Versenyszám     | Idő      | Hely.    | Össz.    | Idő         | Hely.       | Össz.       | Idő      | Hely.    | Össz.    | Idő           | Helyezés      |
| ------------------------------------------------------------------------------------- | --------------- | -------- | -------- | -------- | ----------- | ----------- | ----------- | -------- | -------- | -------- | ------------- | ------------- |
| Jeórjiosz Theodorídisz                                                                | 100 m           | 10,32    | 6.       | 31.*     | 10,36       | 5.          | 34.         | kiesett  | kiesett  | kiesett  | kiesett       | kiesett       |
| Anasztásziosz Gúszisz                                                                 | 200 m           | 20,44    | 2.       | 5.       | 20,46       | 2.          | 12.         | 20,68    | 5.       | 11.      | kiesett       | kiesett       |
| Panajótisz Szarísz                                                                    | 200 m           | 20,67    | 3.       | 19.*     | 20,92       | 7.          | 26.         | kiesett  | kiesett  | kiesett  | kiesett       | kiesett       |
| Sztilianósz Dimótsziosz                                                               | 400 m           | 46,51    | 7.       | 43.      |             |             |             | kiesett  | kiesett  | kiesett  | kiesett       | kiesett       |
| Panajótisz Sztrumbákosz                                                               | 800 m           | 1:47,69  | 7.       | 44.      |             |             |             | kiesett  | kiesett  | kiesett  | kiesett       | kiesett       |
| Periklísz Iakovákisz                                                                  | 400 m gát       | 48,69    | 2.       | 7.       |             |             |             | 48,47    | 4.       | 11.      | kiesett       | kiesett       |
| Nikólaosz Póliasz                                                                     | Maraton         |          |          |          |             |             |             |          |          |          | 2:17:56       | 24.           |
| Elefthériosz Thanópulosz                                                              | 20 km gyaloglás |          |          |          |             |             |             |          |          |          | 1:30:15       | 36.           |
| Jeórjiosz Argirópulosz                                                                | 50 km gyaloglás |          |          |          |             |             |             |          |          |          | 4:17:25       | 39.           |
| Szpirídon Kasztánisz                                                                  | 50 km gyaloglás |          |          |          |             |             |             |          |          |          | nem ért célba | nem ért célba |
| Theódorosz Sztamatópulosz                                                             | 50 km gyaloglás |          |          |          |             |             |             |          |          |          | nem ért célba | nem ért célba |
| Sztilianósz Dimótsziosz Anasztásziosz Gúszisz Panajótisz Szarísz Periklísz Iakovákisz | 4 × 400 m váltó | 3:04,27  | 6.       | 12.      |             |             |             |          |          |          | kiesett       | kiesett       |

| Versenyző                | Versenyszám   | Selejtező             | Selejtező             | Döntő    | Döntő    |
| Versenyző                | Versenyszám   | Eredmény              | Helyezés              | Eredmény | Helyezés |
| ------------------------ | ------------- | --------------------- | --------------------- | -------- | -------- |
| Máriosz Evangélu         | Rúdugrás      | 530 cm                | 33.*                  | kiesett  | kiesett  |
| Dimítriosz Filindrász    | Távolugrás    | 745 cm                | 35.                   | kiesett  | kiesett  |
| Dimítriosz Szerelísz     | Távolugrás    | érvényes ugrás nélkül | érvényes ugrás nélkül | kiesett  | kiesett  |
| Lúisz Cátumasz           | Távolugrás    | 781 cm                | 22.                   | kiesett  | kiesett  |
| Hrísztosz Melétoglu      | Hármasugrás   | 17,06 m               | 8.                    | 17,13 m  | 6.       |
| Szávasz Panavóglu        | Diszkoszvetés | 58,47 m               | 22.                   | kiesett  | kiesett  |
| Aléxandrosz Papadimitríu | Kalapácsvetés | 75,55 m               | 17.                   | kiesett  | kiesett  |

| Versenyző             | Versenyszám | 100 m | 100 m | Távolugrás | Távolugrás | Súlylökés | Súlylökés | Magasugrás | Magasugrás | 400 m | 400 m | 110 m gát | 110 m gát | Diszkoszvetés | Diszkoszvetés | Rúdugrás | Rúdugrás | Gerelyhajítás | Gerelyhajítás | 1500 m  | 1500 m | Végeredmény | Végeredmény |
| Versenyző             | Versenyszám | Idő   | Pont  | Eredmény   | Pont       | Eredmény  | Pont      | Eredmény   | Pont       | Idő   | Pont  | Idő       | Pont      | Eredmény      | Pont          | Eredmény | Pont     | Eredmény      | Pont          | Idő     | Pont   | Pont        | Helyezés    |
| --------------------- | ----------- | ----- | ----- | ---------- | ---------- | --------- | --------- | ---------- | ---------- | ----- | ----- | --------- | --------- | ------------- | ------------- | -------- | -------- | ------------- | ------------- | ------- | ------ | ----------- | ----------- |
| Pródromosz Korkizóglu | Tízpróba    | 10,86 | 892   | 707 cm     | 830        | 14,81 m   | 778       | 194 cm     | 749        | 51,16 | 762   | 14,96     | 854       | 46,07 m       | 789           | 470 cm   | 819      | 53,05 m       | 634           | 5:17,00 | 466    | 7573        | 26.         |

Női
| Versenyző                                                            | Versenyszám     | Előfutam | Előfutam | Előfutam | Negyeddöntő | Negyeddöntő | Negyeddöntő | Elődöntő | Elődöntő | Elődöntő | Döntő   | Döntő    |
| Versenyző                                                            | Versenyszám     | Idő      | Hely.    | Össz.    | Idő         | Hely.       | Össz.       | Idő      | Hely.    | Össz.    | Idő     | Helyezés |
| -------------------------------------------------------------------- | --------------- | -------- | -------- | -------- | ----------- | ----------- | ----------- | -------- | -------- | -------- | ------- | -------- |
| Olga Kaidandzí                                                       | 200 m           | 23,11    | 3.       | 25.      | 23,15       | 3.          | 17.         | 23,30    | 8.       | 15.      | kiesett | kiesett  |
| Konsztandína Efendáki                                                | 1500 m          | 4:06,73  | 9.       | 16.      |             |             |             | 4:09,37  | 12.      | 21.      | kiesett | kiesett  |
| María Protopapa                                                      | 5000 m          | 15:35,07 | 12.      | 23.      |             |             |             |          |          |          | kiesett | kiesett  |
| Flóra Rendúmi                                                        | 100 m gát       | 13,14    | 5.       | 22.*     |             |             |             | kiesett  | kiesett  | kiesett  | kiesett | kiesett  |
| Faní Halkiá                                                          | 400 m gát       | 53,85    | 1.       | 2.       |             |             |             | 52,77    | 1.       | 1.       | 52,82   |          |
| Jeorjía Ambadzídu                                                    | Maraton         |          |          |          |             |             |             |          |          |          | 2:50:01 | 50.      |
| Hrisztína Kokótu                                                     | 20 km gyaloglás |          |          |          |             |             |             |          |          |          | 1:35:43 | 31.      |
| Athiná Papajáni                                                      | 20 km gyaloglás |          |          |          |             |             |             |          |          |          | 1:30:37 | 10.      |
| Athanaszía Cumeléka                                                  | 20 km gyaloglás |          |          |          |             |             |             |          |          |          | 1:29:12 |          |
| Jeorjía Koklóni Effroszíni Pacú Marína Vaszarmídu María Karasztamáti | 4 × 100 m váltó | 44,45    | 8.       | 14.      |             |             |             |          |          |          | kiesett | kiesett  |
| Haríklia Búnda Hriszúla Gundenúdi Dímitra Dóva Faní Halkiá           | 4 × 400 m váltó | 3:26,70  | 2.       | 5.       |             |             |             |          |          |          | 3:45,70 | 8.       |

| Versenyző                | Versenyszám   | Selejtező             | Selejtező             | Döntő    | Döntő    |
| Versenyző                | Versenyszám   | Eredmény              | Helyezés              | Eredmény | Helyezés |
| ------------------------ | ------------- | --------------------- | --------------------- | -------- | -------- |
| Níki Mitropúlu           | Magasugrás    | 185 cm                | 31.*                  | kiesett  | kiesett  |
| Afrodíti Szkafída        | Rúdugrás      | érvényes ugrás nélkül | érvényes ugrás nélkül | kiesett  | kiesett  |
| Jeorjía Cilingkíri       | Rúdugrás      | 430 cm                | 19.**                 | kiesett  | kiesett  |
| Janúla Kafedzí           | Távolugrás    | 649 cm                | 16.                   | kiesett  | kiesett  |
| Sztilianí Pilátu         | Távolugrás    | 642 cm                | 22.                   | kiesett  | kiesett  |
| Níki Xánthu              | Távolugrás    | 631 cm                | 31.                   | kiesett  | kiesett  |
| Hriszopijí Devedzí       | Hármasugrás   | 15,32 m               | 1.                    | 15,25 m  |          |
| Athanaszía Péra          | Hármasugrás   | 13,19 m               | 33.                   | kiesett  | kiesett  |
| Olga-Anasztaszía Vazdéki | Hármasugrás   | 14,54 m               | 13.                   | 14,34 m  | 11.      |
| Kalliópi Uzúni           | Súlylökés     | 18,03 m               | 12.                   | kiesett  | kiesett  |
| Iríni Terzóglu           | Súlylökés     | 17,34 m               | 18.                   | kiesett  | kiesett  |
| Anasztaszía Keleszídu    | Diszkoszvetés | 64,13 m               | 4.                    | 66,68 m  |          |
| Sztilianí Cikúna         | Diszkoszvetés | 61,72 m               | 9.                    | 59,48 m  | 11.      |
| Ekateríni Vóngoli        | Diszkoszvetés | 63,39 m               | 6.                    | 62,37 m  | 8.       |
| Sztilianí Papadopúlu     | Kalapácsvetés | 61,61 m               | 40.                   | kiesett  | kiesett  |
| Alexándra Papajeorjíu    | Kalapácsvetés | 68,58 m               | 11.                   | 66,83 m  | 12.      |
| Evdokía Camóglu          | Kalapácsvetés | 62,76 m               | 36.                   | kiesett  | kiesett  |
| Száva Líka               | Gerelyhajítás | 62,22 m               | 4.                    | 60,91 m  | 9.       |
| Mirela Manjani           | Gerelyhajítás | 61,04 m               | 11.                   | 64,29 m  |          |
| Angelikí Ciolakúdi       | Gerelyhajítás | 59,64 m               | 19.                   | kiesett  | kiesett  |

| Versenyző        | Versenyszám | 100 m gát | 100 m gát | Magasugrás | Magasugrás | Súlylökés | Súlylökés | 200 m | 200 m | Távolugrás | Távolugrás | Gerelyhajítás | Gerelyhajítás | 800 m   | 800 m | Végeredmény | Végeredmény |
| Versenyző        | Versenyszám | Idő       | Pont      | Eredmény   | Pont       | Eredmény  | Pont      | Idő   | Pont  | Eredmény   | Pont       | Eredmény      | Pont          | Idő     | Pont  | Pont        | Helyezés    |
| ---------------- | ----------- | --------- | --------- | ---------- | ---------- | --------- | --------- | ----- | ----- | ---------- | ---------- | ------------- | ------------- | ------- | ----- | ----------- | ----------- |
| Argiró Sztratáki | Hétpróba    | 13,65     | 1028      | 179 cm     | 966        | 13,52 m   | 762       | 24,57 | 927   | 597 cm     | 840        | 43,87 m       | 742           | 2:17,90 | 852   | 6117        | 15.         |

* - egy másik versenyzővel azonos időt/eredményt ért el

** - két másik versenyzővel azonos eredményt ért el

## Baseball
| #          | Poz.  | Név                      | Születési idő                   | Klub                   |
| ---------- | ----- | ------------------------ | ------------------------------- | ---------------------- |
| 13         | P     | Meleti Ross Melehes      | 1977. január 7. (27 évesen)     | Werewolves 2000        |
| 17         | P     | Sean Spencer             | 1975. május 29. (29 évesen)     | Delmarva Shorebirds    |
| 24         | P     | Jared Theodorakos        | 1981. március 15. (23 évesen)   | Helena Brewers         |
| 33         | P     | Laurence Heisler         | 1969. február 13. (35 évesen)   | Spartanburg            |
| 34         | P     | Hrisztóforosz Rómbinszon | 1972. augusztus 18. (31 évesen) | AS Spartakos Glyfada   |
| 37         | P     | Alexander Cremidans      | 1981. január 15. (23 évesen)    | Silver Hawks           |
| 39         | P     | Peter Soteropoulos       | 1981. augusztus 5. (23 évesen)  | Peoria Chiefs          |
| 41         | P     | Panagiotis Sykaras       | 1979. május 5. (25 évesen)      | El Paso Diablos        |
| 47         | P     | Clinton Zavaras          | 1967. január 4. (37 évesen)     | Calgary Cannons        |
| 2          | C     | Dimítriosz Dúrosz        | 1980. június 3. (24 évesen)     | AS Maroussi 2004       |
| 5          | C     | Michael Koutsantonakis   | 1979. február 9. (25 évesen)    | Wichita Wranglers      |
| 6          | C     | Georgios Kottaras        | 1983. május 10. (21 évesen)     | Fort Wayne Wizards     |
| 8          | C     | Erik Daniel Pappas       | 1966. április 25. (38 évesen)   | Oklahoma City RedHawks |
| 3          | IF/OF | Clayton Bellinger        | 1968. november 18. (35 évesen)  | Ottawa Lynx            |
| 10         | IF/OF | Christopher Demetral     | 1969. december 8. (34 évesen)   | Oklahoma City RedHawks |
| 15         | IF/OF | Peter Maestrales         | 1979. július 4. (25 évesen)     | Newark Bears           |
| 26         | IF/OF | Nicholas Theodorou       | 1975. június 7. (29 évesen)     | Las Vegas 51's         |
| 31         | IF/OF | Vasili Spanos            | 1981. február 25. (23 évesen)   | Cougars                |
| 21         | P/OF  | Nicholas Markakis        | 1983. november 17. (20 évesen)  | Delmarva Shorebirds    |
| 7          | OF    | Cory Antony Harris       | 1979. december 7. (24 évesen)   | Delmarva Shorebirds    |
| 18         | OF    | Robert Kingsbury         | 1980. augusztus 30. (23 évesen) | Hickory Crawdads       |
| 23         | OF    | Panagiotis Rasmusen      | 1980. október 30. (23 évesen)   | Mavericks              |
| 29         | OF    | James Kavourias          | 1979. október 4. (24 évesen)    | Jupiter Hammerheads    |
| Vezetőedző |       |                          |                                 |                        |
| 27         |       | Jack Rhodes              | 1946. augusztus 6. (58 évesen)  |                        |

- Kor: 2004. augusztus 14-i kora

### Eredmények
Csoportkör
| Csapat      | M | Gy | V | P+ | P– | Pk  |
| ----------- | - | -- | - | -- | -- | --- |
| Japán       | 7 | 6  | 1 | 49 | 20 | +29 |
| Kuba        | 7 | 6  | 1 | 41 | 17 | +24 |
| Kanada      | 7 | 5  | 2 | 39 | 17 | +22 |
| Ausztrália  | 7 | 4  | 3 | 49 | 30 | +19 |
| Tajvan      | 7 | 3  | 4 | 24 | 28 | –4  |
| Hollandia   | 7 | 2  | 5 | 29 | 55 | –26 |
| Görögország | 7 | 1  | 6 | 24 | 49 | –25 |
| Olaszország | 7 | 1  | 6 | 19 | 58 | –39 |

| 2004. augusztus 15. 19:30 |  | Görögország (GRE) | 0–11 | Hollandia |  |  |
| 2004. augusztus 15. 19:30 |  |                   |      |           |  |  |

| 2004. augusztus 16. 19:30 |  | Kuba (CUB) | 5–4 | Görögország |  |  |
| 2004. augusztus 16. 19:30 |  |            |     |             |  |  |

| 2004. augusztus 17. 11:30 |  | Tajvan (TPE) | 7–1 | Görögország |  |  |
| 2004. augusztus 17. 11:30 |  |              |     |             |  |  |

| 2004. augusztus 18. 18:30 |  | Görögország (GRE) | 0–2 | Kanada |  |  |
| 2004. augusztus 18. 18:30 |  |                   |     |        |  |  |

| 2004. augusztus 20. 18:30 |  | Ausztrália (AUS) | 11–6 | Görögország |  |  |
| 2004. augusztus 20. 18:30 |  |                  |      |             |  |  |

| 2004. augusztus 21. 19:30 |  | Olaszország (ITA) | 7–12 | Görögország |  |  |
| 2004. augusztus 21. 19:30 |  |                   |      |             |  |  |

| 2004. augusztus 22. 11:30 |  | Görögország (GRE) | 1–6 | Japán |  |  |
| 2004. augusztus 22. 11:30 |  |                   |     |       |  |  |

| Csapat      | Helyezés |
| ----------- | -------- |
| Görögország | 7.       |

## Birkózás

### Férfi
Kötöttfogású
| Versenyző                | Versenyszám | Csoportkör                                                                                                  | Csoportkör | Negyeddöntő                | Elődöntő                       | Bronz- mérkőzés                               | Döntő             | Helyezés |
| Versenyző                | Versenyszám | Ellenfél Eredmény                                                                                           | Hely.      | Ellenfél Eredmény          | Ellenfél Eredmény              | Ellenfél Eredmény                             | Ellenfél Eredmény | Helyezés |
| ------------------------ | ----------- | --- | ---------- | -------------------------- | ------------------------------ | --------------------------------------------- | ----------------- | -------- |
| Artyom Kjuregjan         | 55 kg       | G csoport · Håkan Nyblom (DEN) · 3-0 · Seng Csiang (CHN) · 8-0 · Uran Kalilov (KGZ) · TUS                   | 1.         |                            | Gajdar Mamedalijev (RUS) · 2-7 | Olekszij Vakulenko (UKR) · 6-1                |                   |          |
| Hrísztosz Gíkasz         | 60 kg       | G csoport · Roberto Monzón (CUB) · 0-7 · Şeref Tüfenk (TUR) · 0-5 · Ali Askáni (IRI) · 1-6                  | 4.         | kiesett                    | kiesett                        | kiesett                                       | kiesett           | 20.      |
| Konsztandínosz Arkudéasz | 66 kg       | F csoport · Mhitar Manukjan (KAZ) · 1-4 · Jannis Zamanduridis (GER) · 3-2 · Gordon Wood (USA) · 9-3         | 2.         | kiesett                    | kiesett                        | kiesett                                       | kiesett           | 6.       |
| Aléxiosz Kolicópulosz    | 74 kg       | F csoport · Aleksandr Dokturishvili (UZB) · 4-8 · Berzicza Tamás (HUN) · 0-3 · Vüqar Aslanov (AZE) · 2-2 PP | 3.         | kiesett                    | kiesett                        | kiesett                                       | kiesett           | 12.      |
| Dimítriosz Avrámisz      | 84 kg       | C csoport · Behruz Dzsamsidi (IRI) · 3-1 · Fritz Aanes (NOR) · 5-1                                          | 1.         | Alekszej Misin (RUS) · 2-5 |                                | 5. helyért · Mohamed Abd El-Fatah (EGY) · DSQ |                   | 5.       |
| Jeórjiosz Kuciúmbasz     | 96 kg       | G csoport · Karam Gáber Ibráhím (EGY) · 6-11 · Marek Sitnik (POL) · 3-2 · Aszet Mambetov (KAZ) · 4-0        | 2.         | kiesett                    | kiesett                        | kiesett                                       | kiesett           | 7.       |
| Xenofón Kuciúmbasz       | 120 kg      | E csoport · Georgij Curcumia (KAZ) · 2-2 PP · Eddy Bengtsson (SWE) · 5-0 · Mirian Giorgadze (GEO) · 4-0     | 2.         | kiesett                    | kiesett                        | kiesett                                       | kiesett           | 7.       |

Szabadfogású
| Versenyző              | Versenyszám | Csoportkör                                                                                   | Csoportkör | Negyeddöntő                 | Elődöntő                   | Bronz- mérkőzés                           | Döntő             | Helyezés |
| Versenyző              | Versenyszám | Ellenfél Eredmény                                                                            | Hely.      | Ellenfél Eredmény           | Ellenfél Eredmény          | Ellenfél Eredmény                         | Ellenfél Eredmény | Helyezés |
| ---------------------- | ----------- | -------------------------------------------------------------------------------------------- | ---------- | --------------------------- | -------------------------- | ----------------------------------------- | ----------------- | -------- |
| Amiran Kardanov        | 55 kg       | G csoport · O Szongnam (PRK) · 4-3 · Martin Berberjan (ARM) · 3-2 · Harun Doğan (TUR) · 10-0 | 1.         |                             | Mavlet Batirov (RUS) · 1-7 | Tanabe Csikara (JPN) · 0-7                |                   | 4.       |
| Bézik Aszlanazvíli     | 60 kg       | E csoport · Maszud Musztafa Gokár (IRI) · 2-3 · Sahit Prizreni (ALB) · 5-2                   | 2.         | kiesett                     | kiesett                    | kiesett                                   | kiesett           | 11.      |
| Apósztolosz Taszkúdisz | 66 kg       | C csoport · Zsirajr Hovhanniszjan (ARM) · 6-12 · Rames Kumár (IND) · 10-8                    | 1.         | Elbrusz Tedejev (UKR) · 2-6 |                            | 5. helyért · Ikemacu Kazuhiko (JPN) · 4-6 |                   | 6.       |
| Emzáriosz Betinídisz   | 74 kg       | F csoport · Buvajszar Szajtyijev (RUS) · 1-6 · Ritter Árpád (HUN) · 5-1                      | 2.         | kiesett                     | kiesett                    | kiesett                                   | kiesett           | 10.      |
| Lázarosz Loizídisz     | 84 kg       | C csoport · Revaz Mindorasvili (GEO) · 3-1 · Vincent Aka-Akesse (FRA) · 3-0                  | 1.         | Yoel Romero (CUB) · 1-3     |                            | 5. helyért · Mádzsid Hodáji (IRI) · 0-3   |                   | 6.       |
| Aléxandrosz Laliótisz  | 96 kg       | A csoport · Vang Jüan-jüan (CHN) · 3-2 · Peter Pecha (SVK) · 1-4                             | 3.         | kiesett                     | kiesett                    | kiesett                                   | kiesett           | 13.      |
| Nésztorasz Badzélasz   | 120 kg      | C csoport · Alexis Rodríguez (CUB) · 0-10 · Szerhij Prjadun (UKR) · 5-0                      | 2.         | kiesett                     | kiesett                    | kiesett                                   | kiesett           | 13.      |

### Női
Szabadfogású
| Versenyző          | Versenyszám | Csoportkör                                                                                            | Csoportkör | Elődöntő                                  | Bronz- mérkőzés                  | Döntő             | Helyezés |
| Versenyző          | Versenyszám | Ellenfél Eredmény                                                                                     | Hely.      | Ellenfél Eredmény                         | Ellenfél Eredmény                | Ellenfél Eredmény | Helyezés |
| ------------------ | ----------- | --- | ---------- | ----------------------------------------- | -------------------------------- | ----------------- | -------- |
| Faní Pszathá       | 48 kg       | C csoport · Irina Merlenyi (UKR) · 0-10 · Ligyija Karamcsakova (TJK) · 3-5 · Fazíla Luáti (TUN) · TUN | 3.         | kiesett                                   | kiesett                          | kiesett           | 10.      |
| Szofía Pumburídu   | 55 kg       | D csoport · Anna Gomis (FRA) · 0-10 · I Nare (KOR) · TUS                                              | 3.         | kiesett                                   | kiesett                          | kiesett           | 11.      |
| Sztavrúla Zigúri   | 63 kg       | A csoport · Stephanie Gross (GER) · 4-1 · Sara Eriksson (SWE) · 5-3                                   | 1.         | Sara McMann (USA) · TUS                   | Lise Golliot-Legrand (FRA) · TUS |                   | 4.       |
| María Luíza Vrióni | 72 kg       | B csoport · Szvitlana Szajenko (UKR) · TUS · Ocsirbatín Burmá (MGL) · 4-3                             | 2.         | 5–8. helyért · Anita Schätzle (GER) · TUS | kiesett                          |                   | 8.       |

PP - döntő fölény

DSQ - kizárták

## Cselgáncs
Férfi
| Versenyző              | Versenyszám  | Selejtező         | 32-es főtábla                          | Nyolcaddöntő                      | Negyeddöntő                               | Elődöntő                         | Vigaszág első kör                    | Vigaszág negyeddöntő                   | Vigaszág elődöntő               | Bronz- mérkőzés   | Döntő                           | Helyezés    |
| Versenyző              | Versenyszám  | Ellenfél Eredmény | Ellenfél Eredmény                      | Ellenfél Eredmény                 | Ellenfél Eredmény                         | Ellenfél Eredmény                | Ellenfél Eredmény                    | Ellenfél Eredmény                      | Ellenfél Eredmény               | Ellenfél Eredmény | Ellenfél Eredmény               | Helyezés    |
| ---------------------- | ------------ | ----------------- | -------------------------------------- | --------------------------------- | ----------------------------------------- | -------------------------------- | ------------------------------------ | -------------------------------------- | ------------------------------- | ----------------- | ------------------------------- | ----------- |
| Reváz Zintirídisz      | Légsúly      |                   | Sanjar Zokirov (UZB) · 1011-0000       | Craig Fallon (GBR) · 1010-0110    | Maszud Hádzsi Áhóndzáde (IRI) · 0021-1000 |                                  |                                      | Jean-Claude Cameroun (CMR) · 1000-0000 | Kenji Uematsu (ESP) · 0100-1000 | kiesett           |                                 | 7.          |
| Giorgi Vazagasvili     | Harmatsúly   |                   | Gantömörín Dasdavá (MGL) · 0010-0100   | kiesett                           | kiesett                                   | kiesett                          |                                      |                                        |                                 |                   |                                 | helyezetlen |
| Lavréndisz Alexanídisz | Könnyűsúly   |                   | Vitalij Makarov (RUS) · 0000-1000      |                                   |                                           |                                  | Davit Kevhisvili (GEO) · 0001-1001   | kiesett                                | kiesett                         | kiesett           |                                 | helyezetlen |
| Ilíasz Iliádisz        | Váltósúly    |                   | Morgan Davies (AUS) · 1002-0000        | Ariel Sganga (ARG) · WO           | Kvon Jongu (KOR) · 0001-0000              | Dmitrij Noszov (RUS) · 1010-0000 |                                      |                                        |                                 |                   | Roman Hontyuk (UKR) · 1110-0000 |             |
| Dionísziosz Iliádisz   | Középsúly    |                   | Vyacheslav Pereteyko (UZB) · 1000-0000 | Izumi Hirosi (JPN) · 0010-1010    |                                           |                                  | Szjarhej Kuharenka (BLR) · 0000-1021 | kiesett                                | kiesett                         | kiesett           |                                 | helyezetlen |
| Vaszíliosz Iliádisz    | Félnehézsúly |                   | Michael Jurack (GER) · 0000-1000       |                                   |                                           |                                  | Oreidis Despaigne (CUB) · 0010-1000  | kiesett                                | kiesett                         | kiesett           |                                 | helyezetlen |
| Harálambosz Papaioánu  | Nehézsúly    |                   | Leonel Ruíz (VEN) · 1010-0000          | Szuzuki Keidzsi (JPN) · 0001-1101 |                                           |                                  | Andreas Tölzer (GER) · 0000-0200     | kiesett                                | kiesett                         | kiesett           |                                 | helyezetlen |

Női
| Versenyző          | Versenyszám  | Selejtező                     | Nyolcaddöntő                              | Negyeddöntő       | Elődöntő          | Vigaszág első kör          | Vigaszág negyeddöntő             | Vigaszág elődöntő                | Bronz- mérkőzés                  | Döntő             | Helyezés    |
| Versenyző          | Versenyszám  | Ellenfél Eredmény             | Ellenfél Eredmény                         | Ellenfél Eredmény | Ellenfél Eredmény | Ellenfél Eredmény          | Ellenfél Eredmény                | Ellenfél Eredmény                | Ellenfél Eredmény                | Ellenfél Eredmény | Helyezés    |
| ------------------ | ------------ | ----------------------------- | ----------------------------------------- | ----------------- | ----------------- | -------------------------- | -------------------------------- | -------------------------------- | -------------------------------- | ----------------- | ----------- |
| María Karajanopúlu | Légsúly      |                               | Tani Rjóko (JPN) · 0001-0220              |                   |                   |                            | Szorája Haddád (ALG) · 0101-0100 | Anna Krajewska (POL) · 1001-0000 | Julia Matijass (GER) · 0000-1000 |                   | 5.          |
| María Celarídu     | Harmatsúly   |                               | Raffaella Imbriani (GER) · 0000-1002      | kiesett           | kiesett           |                            |                                  |                                  |                                  |                   | helyezetlen |
| Joiliéta Bukuvála  | Könnyűsúly   |                               | Sophie Cox (GBR) · 0000-0001              | kiesett           | kiesett           |                            |                                  |                                  |                                  |                   | helyezetlen |
| Eléni Tambászi     | Váltósúly    |                               | Gella Vandecaveye (BEL) · 0000-1020       | kiesett           | kiesett           |                            |                                  |                                  |                                  |                   | helyezetlen |
| Alexía Kurtelészi  | Középsúly    |                               | Elizabeth Copes (ARG) · 0000-1021         | kiesett           | kiesett           |                            |                                  |                                  |                                  |                   | helyezetlen |
| Varvára Akritídu   | Félnehézsúly |                               | Anasztaszija Matroszova (UKR) · 0000-1100 |                   |                   | I Szojon (KOR) · 0000-1000 | kiesett                          | kiesett                          | kiesett                          |                   | helyezetlen |
| Eléni Pátsziu      | Nehézsúly    | Eva Bisséni (FRA) · 0000-1000 | kiesett                                   | kiesett           | kiesett           |                            |                                  |                                  |                                  |                   | helyezetlen |

WO - mérkőzés nélkül

## Evezés
Férfi
| Versenyző                                    | Versenyszám              | Előfutam | Előfutam | Vigaszág | Vigaszág | Elődöntő | Elődöntő | Elődöntő | Döntő | Döntő   | Döntő | Helyezés |
| Versenyző                                    | Versenyszám              | Idő      | Hely.    | Idő      | Hely.    | Típus    | Idő      | Hely.    | Típus | Idő     | Hely. | Helyezés |
| -------------------------------------------- | ------------------------ | -------- | -------- | -------- | -------- | -------- | -------- | -------- | ----- | ------- | ----- | -------- |
| Vaszíliosz Polímerosz Nikólaosz Szkiathítisz | Könnyűsúlyú kétpárevezős | 6:15,22  | 1.       |          |          | A/B      | 6:17,12  | 2.       | A     | 6:23,23 | 3.    |          |

Női
| Versenyző                          | Versenyszám              | Előfutam | Előfutam | Vigaszág | Vigaszág | Elődöntő | Elődöntő | Elődöntő | Döntő | Döntő   | Döntő | Helyezés |
| Versenyző                          | Versenyszám              | Idő      | Hely.    | Idő      | Hely.    | Típus    | Idő      | Hely.    | Típus | Idő     | Hely. | Helyezés |
| ---------------------------------- | ------------------------ | -------- | -------- | -------- | -------- | -------- | -------- | -------- | ----- | ------- | ----- | -------- |
| María Szakelarídu Hrísza Biszkidzí | Könnyűsúlyú kétpárevezős | 7:05,52  | 4.       | 7:04,98  | 3.       | A/B      | 7:15,45  | 6.       | B     | 7:48,42 | 6.    | 12.      |

## Íjászat
Férfi
| Versenyző                                                         | Versenyszám | Selejtező | Selejtező | 64-es főtábla                               | 32-es főtábla                    | Nyolcaddöntő                                                                       | Negyeddöntő       | Elődöntő          | Döntő             | Helyezés |
| Versenyző                                                         | Versenyszám | Pont      | Kiemelt   | Ellenfél Eredmény                           | Ellenfél Eredmény                | Ellenfél Eredmény                                                                  | Ellenfél Eredmény | Ellenfél Eredmény | Ellenfél Eredmény | Helyezés |
| ----------------------------------------------------------------- | ----------- | --------- | --------- | ------------------------------------------- | -------------------------------- | ---------------------------------------------------------------------------------- | ----------------- | ----------------- | ----------------- | -------- |
| Jeórjiosz Kalojanídisz                                            | Egyéni      | 601       | 58.       | Balzsinyima Cirempilov (RUS) (7.) · 133-148 | kiesett                          | kiesett                                                                            | kiesett           | kiesett           | kiesett           | 54.      |
| Aléxandrosz Karajeorjíu                                           | Egyéni      | 647       | 33.       | Tarundíp Rái (IND) (32.) · 147-143          | Im Donghjon (KOR) (1.) · 159-171 | kiesett                                                                            | kiesett           | kiesett           | kiesett           | 29.      |
| Apósztolosz Nánosz                                                | Egyéni      | 585       | 60.       | Csang Jongho (KOR) (5.) · 131-162           | kiesett                          | kiesett                                                                            | kiesett           | kiesett           | kiesett           | 57.      |
| Jeórjiosz Kalojanídisz Aléxandrosz Karajeorjíu Apósztolosz Nánosz | Csapat      | 1833      | 13.       |                                             |                                  | Ukrajna (UKR) · Dmitro Hracsov · Viktor Ruban · Olekszandr Szergyuk (4.) · 225-243 | kiesett           | kiesett           | kiesett           | 13.      |

Női
| Versenyző                                         | Versenyszám | Selejtező | Selejtező | 64-es főtábla                          | 32-es főtábla                             | Nyolcaddöntő                                                                               | Negyeddöntő                                                                 | Elődöntő          | Döntő             | Helyezés |
| Versenyző                                         | Versenyszám | Pont      | Kiemelt   | Ellenfél Eredmény                      | Ellenfél Eredmény                         | Ellenfél Eredmény                                                                          | Ellenfél Eredmény                                                           | Ellenfél Eredmény | Ellenfél Eredmény | Helyezés |
| ------------------------------------------------- | ----------- | --------- | --------- | -------------------------------------- | ----------------------------------------- | ------------------------------------------------------------------------------------------ | --------------------------------------------------------------------------- | ----------------- | ----------------- | -------- |
| Evangelía Pszára                                  | Egyéni      | 652       | 8.        | Jo-Ann Galbraith (AUS) (57.) · 138-116 | Zekiye Keskin Şatır (TUR) (25.) · 163-161 | Almudena Gallardo (ESP) (24.) · 160-152                                                    | Pak Szonghjon (KOR) (1.) · 101-111                                          | kiesett           | kiesett           | 7.       |
| Elpída Romandzí                                   | Egyéni      | 624       | 34.       | Bérengère Schuh (FRA) (31.) · 151-143  | I Szongdzsin (KOR) (2.) · 146-166         | kiesett                                                                                    | kiesett                                                                     | kiesett           | kiesett           | 31.      |
| Foteiní Vavátszi                                  | Egyéni      | 609       | 51.       | Tetyana Berezsna (UKR) (14.) · 156-160 | kiesett                                   | kiesett                                                                                    | kiesett                                                                     | kiesett           | kiesett           | 35.      |
| Evangelía Pszára Elpída Romandzí Foteiní Vavátszi | Csapat      | 1885      | 8.        |                                        |                                           | Egyesült Államok (USA) · Stephanie Arnold · Janet Dykman · Jennifer Nichols (9.) · 230-227 | Dél-Korea (KOR) · I Szongdzsin · Pak Szonghjon · Jun Midzsin (1.) · 232-244 | kiesett           | kiesett           | 5.       |

## Kajak-kenu

### Síkvízi
Férfi
| Versenyző              | Versenyszám        | Előfutam | Előfutam | Előfutam | Elődöntő | Elődöntő | Elődöntő | Döntő   | Döntő    |
| Versenyző              | Versenyszám        | Idő      | Hely.    | Össz.    | Idő      | Hely.    | Össz.    | Idő     | Helyezés |
| ---------------------- | ------------------ | -------- | -------- | -------- | -------- | -------- | -------- | ------- | -------- |
| Apósztolosz Papandréu  | Kajak egyes 500 m  | 1:44,217 | 5.       | 26.      | 1:46,627 | 9.       | 26.      | kiesett | kiesett  |
| Apósztolosz Papandréu  | Kajak egyes 1000 m | 3:41,664 | 8.       | 22.      | kiesett  | kiesett  | kiesett  | kiesett | kiesett  |
| Andréasz Kilingarídisz | Kenu egyes 500 m   | 1:53,662 | 5.       | 14.      | 1:57,858 | 8.       | 16.      | kiesett | kiesett  |
| Andréasz Kilingarídisz | Kenu egyes 1000 m  | 3:52,723 | 3.       | 5.       | 3:55,608 | 4.       | 8.       | kiesett | kiesett  |

Női
| Versenyző                 | Versenyszám       | Előfutam | Előfutam | Előfutam | Elődöntő | Elődöntő | Elődöntő | Döntő   | Döntő    |
| Versenyző                 | Versenyszám       | Idő      | Hely.    | Össz.    | Idő      | Hely.    | Össz.    | Idő     | Helyezés |
| ------------------------- | ----------------- | -------- | -------- | -------- | -------- | -------- | -------- | ------- | -------- |
| Athiná-Theodora Alexopúlu | Kajak egyes 500 m | 1:54,828 | 3.       | 10.      | 1:54,950 | 5.       | 6.       | kiesett | kiesett  |

### Szlalom
Férfi
| Versenyző            | Versenyszám | Selejtező | Selejtező | Selejtező | Selejtező | Selejtező  | Selejtező  | Elődöntő | Elődöntő | Döntő   | Döntő   | Összesítés | Összesítés |
| Versenyző            | Versenyszám | 1. futam  | 1. futam  | 2. futam  | 2. futam  | Összesítés | Összesítés | Elődöntő | Elődöntő | Döntő   | Döntő   | Összesítés | Összesítés |
| Versenyző            | Versenyszám | Pont      | Hely.     | Pont      | Hely.     | Pont       | Hely.      | Pont     | Hely.    | Pont    | Hely.   | Pont       | Helyezés   |
| -------------------- | ----------- | --------- | --------- | --------- | --------- | ---------- | ---------- | -------- | -------- | ------- | ------- | ---------- | ---------- |
| Aléxandrosz Dimitríu | Kajak egyes | 122,87    | 24.       | 113,34    | 25.       | 236,21     | 24.        | kiesett  | kiesett  | kiesett | kiesett | kiesett    | kiesett    |
| Hrísztosz Cakmákisz  | Kenu egyes  | 108,22    | 13.       | 117,32    | 15.       | 225,54     | 15.        | kiesett  | kiesett  | kiesett | kiesett | kiesett    | kiesett    |

Női
| Versenyző      | Versenyszám | Selejtező | Selejtező | Selejtező | Selejtező | Selejtező  | Selejtező  | Elődöntő | Elődöntő | Döntő   | Döntő   | Összesítés | Összesítés |
| Versenyző      | Versenyszám | 1. futam  | 1. futam  | 2. futam  | 2. futam  | Összesítés | Összesítés | Elődöntő | Elődöntő | Döntő   | Döntő   | Összesítés | Összesítés |
| Versenyző      | Versenyszám | Pont      | Hely.     | Pont      | Hely.     | Pont       | Hely.      | Pont     | Hely.    | Pont    | Hely.   | Pont       | Helyezés   |
| -------------- | ----------- | --------- | --------- | --------- | --------- | ---------- | ---------- | -------- | -------- | ------- | ------- | ---------- | ---------- |
| María Ferekídi | Kajak egyes | 124,85    | 17.       | 125,43    | 18.       | 250,28     | 17.        | kiesett  | kiesett  | kiesett | kiesett | kiesett    | kiesett    |

## Kerékpározás

### Hegyi-kerékpározás
| Versenyző         | Versenyszám        | Idő           | Helyezés |
| ----------------- | ------------------ | ------------- | -------- |
| Manólisz Kotúlasz | Férfi terepverseny | 3 kör hátrány | 45.      |

### Pálya-kerékpározás
Sprintversenyek
| Versenyző                                                         | Versenyszám        | Selejtező | Selejtező | 1. forduló                                                                       | Döntő                | Helyezés |
| Versenyző                                                         | Versenyszám        | Idő       | Hely.     | Ellenfél Győztes idő                                                             | Ellenfél Győztes idő | Helyezés |
| ----------------------------------------------------------------- | ------------------ | --------- | --------- | -------------------------------------------------------------------------------- | -------------------- | -------- |
| Jeórjiosz Himonétosz Dimítriosz Jeorgalísz Lámbrosz Vaszilópulosz | Férfi csapatsprint | 44,986    | 8.        | Franciaország (FRA) · Mickael Bourgain · Laurent Gané · Arnaud Tournant · 44,128 | kiesett              | 8.       |

Időfutam
| Név                   | Versenyszám           | Idő      | Helyezés |
| --------------------- | --------------------- | -------- | -------- |
| Dimítriosz Jeorgalísz | Férfi egyéni időfutam | 1:04,204 | 15.      |

Keirin
| Versenyző              | Versenyszám  | 1. forduló | Vigaszág | 2. forduló | Döntő    | Helyezés |
| Versenyző              | Versenyszám  | Helyezés   | Helyezés | Helyezés   | Helyezés | Helyezés |
| ---------------------- | ------------ | ---------- | -------- | ---------- | -------- | -------- |
| Lámbrosz Vaszilópulosz | Férfi keirin | 2.         |          | lekörözték | 3.       | 9.       |

Pontversenyek
| Versenyző              | Versenyszám     | Pont | Helyezés |
| ---------------------- | --------------- | ---- | -------- |
| Kiriakí Konsztandinídu | Női pontverseny | -18  | 16.      |

## Kézilabda

### Férfi

#### Eredmények
Csoportkör
B csoport
| Csapat              | M | Gy | D | V | G+  | G–  | Gk  | P  |
| ------------------- | - | -- | - | - | --- | --- | --- | -- |
| Franciaország (FRA) | 5 | 5  | 0 | 0 | 135 | 108 | +27 | 10 |
| Magyarország (HUN)  | 5 | 4  | 0 | 1 | 132 | 124 | +8  | 8  |
| Németország (GER)   | 5 | 3  | 0 | 2 | 139 | 110 | +29 | 6  |
| Görögország (GRE)   | 5 | 2  | 0 | 3 | 117 | 130 | –13 | 4  |
| Brazília (BRA)      | 5 | 1  | 0 | 4 | 105 | 133 | –28 | 2  |
| Egyiptom (EGY)      | 5 | 0  | 0 | 5 | 110 | 133 | –23 | 0  |

| 2004. augusztus 14. 16:30 | Németország (GER)     | 28–18  | Görögország (GRE) | Sports Pavillion, Athén Játékvezetők: Breto, Huelin Trillo (ESP) |
| 2004. augusztus 14. 16:30 | Schwarzer, Kehrmann 6 | (15–8) | Gramatikósz 5     | Sports Pavillion, Athén Játékvezetők: Breto, Huelin Trillo (ESP) |
| 2004. augusztus 14. 16:30 | 5× 2×                 |        | 3× 3×             | Sports Pavillion, Athén Játékvezetők: Breto, Huelin Trillo (ESP) |

| 2004. augusztus 16. 16:30 | Görögország (GRE) | 25–29   | Franciaország (FRA) | Sports Pavillion, Athén Játékvezetők: Boye, Jensen (DEN) |
| 2004. augusztus 16. 16:30 | Karipídisz 7      | (15–15) | Anquetil 9          | Sports Pavillion, Athén Játékvezetők: Boye, Jensen (DEN) |
| 2004. augusztus 16. 16:30 | 9× 4×             |         | 4× 3×               | Sports Pavillion, Athén Játékvezetők: Boye, Jensen (DEN) |

| 2004. augusztus 18. 16:30 | Görögország (GRE) | 26–25   | Egyiptom (EGY) | Sports Pavillion, Athén Játékvezetők: Oie, Togstad (NOR) |
| 2004. augusztus 18. 16:30 | Karipídisz 10     | (18–10) | Keshk 7        | Sports Pavillion, Athén Játékvezetők: Oie, Togstad (NOR) |
| 2004. augusztus 18. 16:30 | 8× 3×             |         | 4× 3× 2×       | Sports Pavillion, Athén Játékvezetők: Oie, Togstad (NOR) |

| 2004. augusztus 20. 14:30 | Brazília (BRA) | 22–26  | Görögország (GRE) | Sports Pavillion, Athén Játékvezetők: Arnaldsson, Vidarsson (ISL) |
| 2004. augusztus 20. 14:30 | Justino 6      | (9–13) | Gramatikósz 7     | Sports Pavillion, Athén Játékvezetők: Arnaldsson, Vidarsson (ISL) |
| 2004. augusztus 20. 14:30 | 4× 3×          |        | 3× 3×             | Sports Pavillion, Athén Játékvezetők: Arnaldsson, Vidarsson (ISL) |

| 2004. augusztus 22. 14:30 | Magyarország (HUN) | 26–22   | Görögország (GRE) | Sports Pavillion, Athén Játékvezetők: Pozeznik, Repensek (SLO) |
| 2004. augusztus 22. 14:30 | Pérez 7            | (12–12) | Vóglisz 7         | Sports Pavillion, Athén Játékvezetők: Pozeznik, Repensek (SLO) |
| 2004. augusztus 22. 14:30 | 1× 3×              |         | 1× 2×             | Sports Pavillion, Athén Játékvezetők: Pozeznik, Repensek (SLO) |

Negyeddöntő
| 2004. augusztus 24. 16:30 | Horvátország (CRO) | 33–27   | Görögország (GRE)      | Sports Pavillion, Athén Játékvezetők: Lemme, Ullrich (GER) |
| 2004. augusztus 24. 16:30 | Džomba 11          | (19–11) | Baloménosz, Alvanósz 6 | Sports Pavillion, Athén Játékvezetők: Lemme, Ullrich (GER) |
| 2004. augusztus 24. 16:30 | 3×                 |         | 2× 4×                  | Sports Pavillion, Athén Játékvezetők: Lemme, Ullrich (GER) |

Az 5–8. helyért
| 2004. augusztus 27. 11:30 | Görögország (GRE) | 29–24  | Dél-Korea (KOR) | Sports Pavillion, Athén Játékvezetők: Nachevski, Nachevski (MKD) |
| 2004. augusztus 27. 11:30 | Baloménosz 8      | (16–9) | Jun Gjongszin 6 | Sports Pavillion, Athén Játékvezetők: Nachevski, Nachevski (MKD) |
| 2004. augusztus 27. 11:30 | 6× 3× 1×          |        | 1× 3×           | Sports Pavillion, Athén Játékvezetők: Nachevski, Nachevski (MKD) |

Az 5. helyért
| 2004. augusztus 28. 19:30 | Görögország (GRE) | 15–33  | Franciaország (FRA) | Sports Pavillion, Athén Játékvezetők: Lemme, Ullrich (GER) |
| 2004. augusztus 28. 19:30 | Gramatikósz 7     | (7–17) | Fernandez 9         | Sports Pavillion, Athén Játékvezetők: Lemme, Ullrich (GER) |
| 2004. augusztus 28. 19:30 | 6× 3×             |        | 3× 2×               | Sports Pavillion, Athén Játékvezetők: Lemme, Ullrich (GER) |

| Csapat            | Helyezés |
| ----------------- | -------- |
| Görögország (GRE) | 6.       |

### Női

#### Eredmények
A csoport
Csoportkör
A csoport
| Csapat             | M | Gy | D | V | G+  | G–  | Gk  | P |
| ------------------ | - | -- | - | - | --- | --- | --- | - |
| Ukrajna (UKR)      | 4 | 4  | 0 | 0 | 99  | 82  | +17 | 8 |
| Magyarország (HUN) | 4 | 3  | 0 | 1 | 118 | 93  | +25 | 6 |
| Kína (CHN)         | 4 | 2  | 0 | 2 | 106 | 90  | +16 | 4 |
| Brazília (BRA)     | 4 | 1  | 0 | 3 | 97  | 105 | –8  | 2 |
| Görögország (GRE)  | 4 | 0  | 0 | 4 | 74  | 124 | –50 | 0 |

| 2004. augusztus 15. 16:30 | Görögország (GRE) | 21–29  | Brazília (BRA) | Sports Pavillion, Athén Játékvezetők: Baum, Goralczyk (POL) |
| 2004. augusztus 15. 16:30 | Júpi 6            | (8–14) | Piedade 7      | Sports Pavillion, Athén Játékvezetők: Baum, Goralczyk (POL) |
| 2004. augusztus 15. 16:30 | 7× 3×             |        | 5× 3×          | Sports Pavillion, Athén Játékvezetők: Baum, Goralczyk (POL) |

| 2004. augusztus 17. 16:30 | Magyarország (HUN) | 33–20  | Görögország (GRE) | Sports Pavillion, Athén Játékvezetők: Gardinovacki, Maric (SCG) |
| 2004. augusztus 17. 16:30 | Kirsner, Siti 6    | (15–9) | Júpi 8            | Sports Pavillion, Athén Játékvezetők: Gardinovacki, Maric (SCG) |
| 2004. augusztus 17. 16:30 | 4× 3×              |        | 8× 3× 1×          | Sports Pavillion, Athén Játékvezetők: Gardinovacki, Maric (SCG) |

| 2004. augusztus 19. 16:30 | Görögország (GRE) | 13–33  | Kína (CHN)  | Sports Pavillion, Athén Játékvezetők: Bord, Buy (FRA) |
| 2004. augusztus 19. 16:30 | három játékos 3   | (6–15) | Csaj Csao 7 | Sports Pavillion, Athén Játékvezetők: Bord, Buy (FRA) |
| 2004. augusztus 19. 16:30 | 7× 3×             |        | 4× 2×       | Sports Pavillion, Athén Játékvezetők: Bord, Buy (FRA) |

| 2004. augusztus 21. 16:30 | Ukrajna (UKR) | 29–20   | Görögország (GRE) | Sports Pavillion, Athén Játékvezetők: Gardinovacki, Maric (SCG) |
| 2004. augusztus 21. 16:30 | Ljapina 7     | (15–10) | Gólia 10          | Sports Pavillion, Athén Játékvezetők: Gardinovacki, Maric (SCG) |
| 2004. augusztus 21. 16:30 | 4× 3×         |         | 3× 2×             | Sports Pavillion, Athén Játékvezetők: Gardinovacki, Maric (SCG) |

A 9. helyért
| 2004. augusztus 26. 12:30 | Görögország (GRE) | 23–38   | Angola (ANG) | Sports Pavillion, Athén Játékvezetők: Boye, Jensen (DEN) |
| 2004. augusztus 26. 12:30 | Pótari 6          | (11–18) | Bengue 8     | Sports Pavillion, Athén Játékvezetők: Boye, Jensen (DEN) |
| 2004. augusztus 26. 12:30 | 3× 3×             |         | 2× 3×        | Sports Pavillion, Athén Játékvezetők: Boye, Jensen (DEN) |

| Csapat            | Helyezés |
| ----------------- | -------- |
| Görögország (GRE) | 10.      |

## Kosárlabda

### Férfi

#### Eredmények
Csoportkör
B csoport
| Csapat                 | M | Gy | V | P+  | P–  | Pk   | P  |
| ---------------------- | - | -- | - | --- | --- | ---- | -- |
| Litvánia (LTU)         | 5 | 5  | 0 | 468 | 414 | +54  | 10 |
| Görögország (GRE)      | 5 | 3  | 2 | 389 | 343 | +46  | 8  |
| Puerto Rico (PUR)      | 5 | 3  | 2 | 410 | 411 | –1   | 8  |
| Egyesült Államok (USA) | 5 | 3  | 2 | 418 | 389 | +29  | 8  |
| Ausztrália (AUS)       | 5 | 1  | 4 | 383 | 411 | –28  | 6  |
| Angola (ANG)           | 5 | 0  | 5 | 321 | 421 | –100 | 5  |

| 2004. augusztus 15. 22:15 | Görögország (GRE)                       | 76–54     | Ausztrália (AUS) | Helliniko Indoor Arena, Athén Nézőszám: 11 500 Játékvezetők: Pablo Estevez (ARG), José Ronfini (MEX) |
| 2004. augusztus 15. 22:15 | (23–18, 12–15, 24–18, 17–3) Jegyzőkönyv |           |                  | Helliniko Indoor Arena, Athén Nézőszám: 11 500 Játékvezetők: Pablo Estevez (ARG), José Ronfini (MEX) |
| 2004. augusztus 15. 22:15 | Papadópulosz 21                         | Pont      | Heal, Maher 12   | Helliniko Indoor Arena, Athén Nézőszám: 11 500 Játékvezetők: Pablo Estevez (ARG), José Ronfini (MEX) |
| 2004. augusztus 15. 22:15 | Papadópulosz 9                          | Lepattanó | Nielsen 6        | Helliniko Indoor Arena, Athén Nézőszám: 11 500 Játékvezetők: Pablo Estevez (ARG), José Ronfini (MEX) |
| 2004. augusztus 15. 22:15 | Papalukász 4                            | Gólpassz  | Andersen, Heal 1 | Helliniko Indoor Arena, Athén Nézőszám: 11 500 Játékvezetők: Pablo Estevez (ARG), José Ronfini (MEX) |

| 2004. augusztus 17. 22:15 | Egyesült Államok (USA)                   | 77–71     | Görögország (GRE) | Helliniko Indoor Arena, Athén Nézőszám: 12 000 Játékvezetők: Reynaldo Mercedes Sanchez (DOM), Vicente Juan Bulto (ESP) |
| 2004. augusztus 17. 22:15 | (18–17, 19–14, 20–22, 20–18) Jegyzőkönyv |           |                   | Helliniko Indoor Arena, Athén Nézőszám: 12 000 Játékvezetők: Reynaldo Mercedes Sanchez (DOM), Vicente Juan Bulto (ESP) |
| 2004. augusztus 17. 22:15 | Iverson 17                               | Pont      | Fócisz 22         | Helliniko Indoor Arena, Athén Nézőszám: 12 000 Játékvezetők: Reynaldo Mercedes Sanchez (DOM), Vicente Juan Bulto (ESP) |
| 2004. augusztus 17. 22:15 | Duncan 9                                 | Lepattanó | Papadópulosz 7    | Helliniko Indoor Arena, Athén Nézőszám: 12 000 Játékvezetők: Reynaldo Mercedes Sanchez (DOM), Vicente Juan Bulto (ESP) |
| 2004. augusztus 17. 22:15 | Marbury 6                                | Gólpassz  | Papalukász 6      | Helliniko Indoor Arena, Athén Nézőszám: 12 000 Játékvezetők: Reynaldo Mercedes Sanchez (DOM), Vicente Juan Bulto (ESP) |

| 2004. augusztus 19. 22:15 | Görögország (GRE)                        | 76–98     | Litvánia (LTU)       | Helliniko Indoor Arena, Athén Nézőszám: 12 000 Játékvezetők: Renato Santos (BRA), Pablo Estevez (ARG) |
| 2004. augusztus 19. 22:15 | (10–28, 15–26, 19–22, 32–22) Jegyzőkönyv |           |                      | Helliniko Indoor Arena, Athén Nézőszám: 12 000 Játékvezetők: Renato Santos (BRA), Pablo Estevez (ARG) |
| 2004. augusztus 19. 22:15 | Zíszisz 18                               | Pont      | Šiškauskas 25        | Helliniko Indoor Arena, Athén Nézőszám: 12 000 Játékvezetők: Renato Santos (BRA), Pablo Estevez (ARG) |
| 2004. augusztus 19. 22:15 | Papanikoláu 7                            | Lepattanó | Javtokas, Songaila 5 | Helliniko Indoor Arena, Athén Nézőszám: 12 000 Játékvezetők: Renato Santos (BRA), Pablo Estevez (ARG) |
| 2004. augusztus 19. 22:15 | Papalukász 3                             | Gólpassz  | Jasikevičius 8       | Helliniko Indoor Arena, Athén Nézőszám: 12 000 Játékvezetők: Renato Santos (BRA), Pablo Estevez (ARG) |

| 2004. augusztus 21. 22:15 | Angola (ANG)                             | 56–88     | Görögország (GRE)        | Helliniko Indoor Arena, Athén Nézőszám: 12 000 Játékvezetők: Mike Homsy (CAN), Alejandro Chiti (ARG) |
| 2004. augusztus 21. 22:15 | (15–23, 10–20, 10–24, 21–21) Jegyzőkönyv |           |                          | Helliniko Indoor Arena, Athén Nézőszám: 12 000 Játékvezetők: Mike Homsy (CAN), Alejandro Chiti (ARG) |
| 2004. augusztus 21. 22:15 | Costa 12                                 | Pont      | Dikúdisz 15              | Helliniko Indoor Arena, Athén Nézőszám: 12 000 Játékvezetők: Mike Homsy (CAN), Alejandro Chiti (ARG) |
| 2004. augusztus 21. 22:15 | Costa 5                                  | Lepattanó | Dikúdisz, Papadópulosz 8 | Helliniko Indoor Arena, Athén Nézőszám: 12 000 Játékvezetők: Mike Homsy (CAN), Alejandro Chiti (ARG) |
| 2004. augusztus 21. 22:15 | öt játékos 1                             | Gólpassz  | Diamandídisz 3           | Helliniko Indoor Arena, Athén Nézőszám: 12 000 Játékvezetők: Mike Homsy (CAN), Alejandro Chiti (ARG) |

| 2004. augusztus 23. 22:15 | Görögország (GRE)                       | 78–58     | Puerto Rico (PUR) | Helliniko Indoor Arena, Athén Nézőszám: 12 000 Játékvezetők: Jose Jeremias Reyes Ronfini (MEX), Scott Butler (AUS) |
| 2004. augusztus 23. 22:15 | (20–22, 20–6, 16–18, 22–12) Jegyzőkönyv |           |                   | Helliniko Indoor Arena, Athén Nézőszám: 12 000 Játékvezetők: Jose Jeremias Reyes Ronfini (MEX), Scott Butler (AUS) |
| 2004. augusztus 23. 22:15 | Kakiúzisz 16                            | Pont      | Ayuso 11          | Helliniko Indoor Arena, Athén Nézőszám: 12 000 Játékvezetők: Jose Jeremias Reyes Ronfini (MEX), Scott Butler (AUS) |
| 2004. augusztus 23. 22:15 | Dikúdisz 8                              | Lepattanó | Fajardo 9         | Helliniko Indoor Arena, Athén Nézőszám: 12 000 Játékvezetők: Jose Jeremias Reyes Ronfini (MEX), Scott Butler (AUS) |
| 2004. augusztus 23. 22:15 | Papalukász 4                            | Gólpassz  | Arroyo 4          | Helliniko Indoor Arena, Athén Nézőszám: 12 000 Játékvezetők: Jose Jeremias Reyes Ronfini (MEX), Scott Butler (AUS) |

Negyeddöntő
| 2004. augusztus 26. 22:15 | Görögország (GRE)                       | 64–69     | Argentína (ARG)        | Olympic Indoor Hall, Athén Nézőszám: 14 500 Játékvezetők: Renato Santos (BRA), Giampaolo Cicoria (ITA) |
| 2004. augusztus 26. 22:15 | (14–22, 21–7, 18–24, 11–16) Jegyzőkönyv |           |                        | Olympic Indoor Hall, Athén Nézőszám: 14 500 Játékvezetők: Renato Santos (BRA), Giampaolo Cicoria (ITA) |
| 2004. augusztus 26. 22:15 | Hadzivrétasz 12                         | Pont      | Ginóbili, Oberto 13    | Olympic Indoor Hall, Athén Nézőszám: 14 500 Játékvezetők: Renato Santos (BRA), Giampaolo Cicoria (ITA) |
| 2004. augusztus 26. 22:15 | Papadópulosz, Dikúdisz 9                | Lepattanó | Herrmann 6             | Olympic Indoor Hall, Athén Nézőszám: 14 500 Játékvezetők: Renato Santos (BRA), Giampaolo Cicoria (ITA) |
| 2004. augusztus 26. 22:15 | Diamandídisz 3                          | Gólpassz  | Ginóbili, Montecchia 2 | Olympic Indoor Hall, Athén Nézőszám: 14 500 Játékvezetők: Renato Santos (BRA), Giampaolo Cicoria (ITA) |

Az 5. helyért
| 2004. augusztus 28. 11:15 | Puerto Rico (PUR)                        | 75–85     | Görögország (GRE)                     | Olympic Indoor Hall, Athén Nézőszám: 14 500 Játékvezetők: Mike Homsy (CAN), Michael Aylen (AUS) |
| 2004. augusztus 28. 11:15 | (15–25, 21–19, 20–22, 19–19) Jegyzőkönyv |           |                                       | Olympic Indoor Hall, Athén Nézőszám: 14 500 Játékvezetők: Mike Homsy (CAN), Michael Aylen (AUS) |
| 2004. augusztus 28. 11:15 | Ayuso 14                                 | Pont      | Kakiúzisz 20                          | Olympic Indoor Hall, Athén Nézőszám: 14 500 Játékvezetők: Mike Homsy (CAN), Michael Aylen (AUS) |
| 2004. augusztus 28. 11:15 | Santiago 9                               | Lepattanó | Diamandídisz 8                        | Olympic Indoor Hall, Athén Nézőszám: 14 500 Játékvezetők: Mike Homsy (CAN), Michael Aylen (AUS) |
| 2004. augusztus 28. 11:15 | Arroyo 4                                 | Gólpassz  | Szpanúlisz, Diamandídisz, Kakiúzisz 3 | Olympic Indoor Hall, Athén Nézőszám: 14 500 Játékvezetők: Mike Homsy (CAN), Michael Aylen (AUS) |

| Csapat            | Helyezés |
| ----------------- | -------- |
| Görögország (GRE) | 5.       |

### Női

#### Eredmények
Csoportkör
A csoport
| Csapat            | M | Gy | V | P+  | P–  | Pk   | P  |
| ----------------- | - | -- | - | --- | --- | ---- | -- |
| Ausztrália (AUS)  | 5 | 5  | 0 | 418 | 313 | +105 | 10 |
| Oroszország (RUS) | 5 | 4  | 1 | 389 | 333 | +56  | 9  |
| Brazília (BRA)    | 5 | 3  | 2 | 430 | 361 | +69  | 8  |
| Görögország (GRE) | 5 | 2  | 3 | 353 | 392 | –39  | 7  |
| Japán (JPN)       | 5 | 1  | 4 | 381 | 485 | –104 | 6  |
| Nigéria (NGR)     | 5 | 0  | 5 | 335 | 422 | –87  | 5  |

| 2004. augusztus 14. 20:00 | Görögország (GRE)                       | 62–69     | Oroszország (RUS)                  | Olympic Indoor Hall, Athén Nézőszám: 1488 Játékvezetők: Sean Corbin (USA), Alejandro Chiti (ARG) |
| 2004. augusztus 14. 20:00 | (16–12, 18–19, 9–25, 19–13) Jegyzőkönyv |           |                                    | Olympic Indoor Hall, Athén Nézőszám: 1488 Játékvezetők: Sean Corbin (USA), Alejandro Chiti (ARG) |
| 2004. augusztus 14. 20:00 | Kosztáki 17                             | Pont      | Baranova 16                        | Olympic Indoor Hall, Athén Nézőszám: 1488 Játékvezetők: Sean Corbin (USA), Alejandro Chiti (ARG) |
| 2004. augusztus 14. 20:00 | Szamorúkova, Klingopúlu 7               | Lepattanó | Baranova 12                        | Olympic Indoor Hall, Athén Nézőszám: 1488 Játékvezetők: Sean Corbin (USA), Alejandro Chiti (ARG) |
| 2004. augusztus 14. 20:00 | Kosztáki 5                              | Gólpassz  | Korsztyin, Arhipova, Rahmatulina 2 | Olympic Indoor Hall, Athén Nézőszám: 1488 Játékvezetők: Sean Corbin (USA), Alejandro Chiti (ARG) |

| 2004. augusztus 16. 20:00 | Brazília (BRA)                           | 87–75     | Görögország (GRE) | Helliniko Indoor Arena, Athén Nézőszám: 2200 Játékvezetők: Jorge Vazquez (PUR), Leemann Philippe (SUI) |
| 2004. augusztus 16. 20:00 | (27–19, 23–24, 14–21, 23–11) Jegyzőkönyv |           |                   | Helliniko Indoor Arena, Athén Nézőszám: 2200 Játékvezetők: Jorge Vazquez (PUR), Leemann Philippe (SUI) |
| 2004. augusztus 16. 20:00 | Cristina Luz 18                          | Pont      | Máltszi 26        | Helliniko Indoor Arena, Athén Nézőszám: 2200 Játékvezetők: Jorge Vazquez (PUR), Leemann Philippe (SUI) |
| 2004. augusztus 16. 20:00 | Oliveira 11                              | Lepattanó | Máltszi 10        | Helliniko Indoor Arena, Athén Nézőszám: 2200 Játékvezetők: Jorge Vazquez (PUR), Leemann Philippe (SUI) |
| 2004. augusztus 16. 20:00 | Marques, Santos, Sobral 2                | Gólpassz  | Kosztáki 7        | Helliniko Indoor Arena, Athén Nézőszám: 2200 Játékvezetők: Jorge Vazquez (PUR), Leemann Philippe (SUI) |

| 2004. augusztus 18. 16:45 | Görögország (GRE)                        | 83–68     | Nigéria (NGR)      | Helliniko Indoor Arena, Athén Nézőszám: 2300 Játékvezetők: Scott Butler (AUS), Nancy Ethier (CAN) |
| 2004. augusztus 18. 16:45 | (30–15, 15–14, 20–15, 18–24) Jegyzőkönyv |           |                    | Helliniko Indoor Arena, Athén Nézőszám: 2300 Játékvezetők: Scott Butler (AUS), Nancy Ethier (CAN) |
| 2004. augusztus 18. 16:45 | Kosztáki 25                              | Pont      | Udoka 28           | Helliniko Indoor Arena, Athén Nézőszám: 2300 Játékvezetők: Scott Butler (AUS), Nancy Ethier (CAN) |
| 2004. augusztus 18. 16:45 | Máltszi, Szaréngu 8                      | Lepattanó | Udoka 18           | Helliniko Indoor Arena, Athén Nézőszám: 2300 Játékvezetők: Scott Butler (AUS), Nancy Ethier (CAN) |
| 2004. augusztus 18. 16:45 | Kosztáki 4                               | Gólpassz  | Iyorhe, Amachree 1 | Helliniko Indoor Arena, Athén Nézőszám: 2300 Játékvezetők: Scott Butler (AUS), Nancy Ethier (CAN) |

| 2004. augusztus 20. 20:00 | Ausztrália (AUS)                       | 77–40     | Görögország (GRE) | Helliniko Indoor Arena, Athén Nézőszám: 4000 Játékvezetők: Virginijus Jonas Dovidavicius (LTU), Giampaolo Cicoria (ITA) |
| 2004. augusztus 20. 20:00 | (18–13, 21–8, 20–9, 18–10) Jegyzőkönyv |           |                   | Helliniko Indoor Arena, Athén Nézőszám: 4000 Játékvezetők: Virginijus Jonas Dovidavicius (LTU), Giampaolo Cicoria (ITA) |
| 2004. augusztus 20. 20:00 | Jackson 20                             | Pont      | Máltszi 9         | Helliniko Indoor Arena, Athén Nézőszám: 4000 Játékvezetők: Virginijus Jonas Dovidavicius (LTU), Giampaolo Cicoria (ITA) |
| 2004. augusztus 20. 20:00 | Jackson 12                             | Lepattanó | Máltszi 10        | Helliniko Indoor Arena, Athén Nézőszám: 4000 Játékvezetők: Virginijus Jonas Dovidavicius (LTU), Giampaolo Cicoria (ITA) |
| 2004. augusztus 20. 20:00 | Batkovic 2                             | Gólpassz  | Szaréngu 3        | Helliniko Indoor Arena, Athén Nézőszám: 4000 Játékvezetők: Virginijus Jonas Dovidavicius (LTU), Giampaolo Cicoria (ITA) |

| 2004. augusztus 22. 16:45 | Görögország (GRE)                        | 93–91     | Japán (JPN) | Helliniko Indoor Arena, Athén Nézőszám: 7223 Játékvezetők: Chantal Julien (FRA), Michael Aylen (AUS) |
| 2004. augusztus 22. 16:45 | (27–15, 20–26, 16–22, 30–28) Jegyzőkönyv |           |             | Helliniko Indoor Arena, Athén Nézőszám: 7223 Játékvezetők: Chantal Julien (FRA), Michael Aylen (AUS) |
| 2004. augusztus 22. 16:45 | Máltszi 33                               | Pont      | Jano 28     | Helliniko Indoor Arena, Athén Nézőszám: 7223 Játékvezetők: Chantal Julien (FRA), Michael Aylen (AUS) |
| 2004. augusztus 22. 16:45 | Máltszi 11                               | Lepattanó | Kuszuda 5   | Helliniko Indoor Arena, Athén Nézőszám: 7223 Játékvezetők: Chantal Julien (FRA), Michael Aylen (AUS) |
| 2004. augusztus 22. 16:45 | Kosztáki, Máltszi 4                      | Gólpassz  | Kuszuda 5   | Helliniko Indoor Arena, Athén Nézőszám: 7223 Játékvezetők: Chantal Julien (FRA), Michael Aylen (AUS) |

Negyeddöntő
| 2004. augusztus 25. 14:30 | Egyesült Államok (USA)                   | 102–72    | Görögország (GRE) | Olympic Indoor Hall, Athén Nézőszám: 8100 Játékvezetők: Zoran Sutulović (Szerbia és Montenegró-i), Dallas Pickering (NZL) |
| 2004. augusztus 25. 14:30 | (27–19, 28–15, 21–19, 26–19) Jegyzőkönyv |           |                   | Olympic Indoor Hall, Athén Nézőszám: 8100 Játékvezetők: Zoran Sutulović (Szerbia és Montenegró-i), Dallas Pickering (NZL) |
| 2004. augusztus 25. 14:30 | Johnson 21                               | Pont      | Kosztáki 26       | Olympic Indoor Hall, Athén Nézőszám: 8100 Játékvezetők: Zoran Sutulović (Szerbia és Montenegró-i), Dallas Pickering (NZL) |
| 2004. augusztus 25. 14:30 | Griffith 11                              | Lepattanó | Szamorúkova 7     | Olympic Indoor Hall, Athén Nézőszám: 8100 Játékvezetők: Zoran Sutulović (Szerbia és Montenegró-i), Dallas Pickering (NZL) |
| 2004. augusztus 25. 14:30 | Thompson 5                               | Gólpassz  | Kosztáki 8        | Olympic Indoor Hall, Athén Nézőszám: 8100 Játékvezetők: Zoran Sutulović (Szerbia és Montenegró-i), Dallas Pickering (NZL) |

A 7. helyért
| 2004. augusztus 27. 9:00 | Görögország (GRE)                        | 87–83     | Új-Zéland (NZL) | Olympic Indoor Hall, Athén Nézőszám: 6560 Játékvezetők: Jose Jeremias Reyes Ronfini (MEX), Suguro Shoko (JPN) |
| 2004. augusztus 27. 9:00 | (21–24, 22–26, 23–16, 21–17) Jegyzőkönyv |           |                 | Olympic Indoor Hall, Athén Nézőszám: 6560 Játékvezetők: Jose Jeremias Reyes Ronfini (MEX), Suguro Shoko (JPN) |
| 2004. augusztus 27. 9:00 | Máltszi 29                               | Pont      | Loffhagen 23    | Olympic Indoor Hall, Athén Nézőszám: 6560 Játékvezetők: Jose Jeremias Reyes Ronfini (MEX), Suguro Shoko (JPN) |
| 2004. augusztus 27. 9:00 | Máltszi, Szamorúkova 11                  | Lepattanó | Loffhagen 15    | Olympic Indoor Hall, Athén Nézőszám: 6560 Játékvezetők: Jose Jeremias Reyes Ronfini (MEX), Suguro Shoko (JPN) |
| 2004. augusztus 27. 9:00 | Kosztáki 7                               | Gólpassz  | Loffhagen 3     | Olympic Indoor Hall, Athén Nézőszám: 6560 Játékvezetők: Jose Jeremias Reyes Ronfini (MEX), Suguro Shoko (JPN) |

| Csapat      | Helyezés |
| ----------- | -------- |
| Görögország | 7.       |

## Labdarúgás

### Férfi
| #             | Név                         | Klub               | Születési idő                    | Mérkőzésszám | Gól     | Sárga lap | sárga lap · 2. sárga lap · kiállítva | kiállítva |
| Kapusok       | Kapusok                     | Kapusok            | Kapusok                          | Kapusok      | Kapusok | Kapusok   | Kapusok                              | Kapusok   |
| ------------- | --------------------------- | ------------------ | -------------------------------- | ------------ | ------- | --------- | ------------------------------------ | --------- |
| 1             | Jeórjiosz Abárisz           | PAE Iraklísz       | 1982. április 23. (22 évesen)    | 2            | 0       | 0         | 0                                    | 0         |
| 18            | Kléopasz Jánuthészi         | PAE Olimbiakósz    | 1982. május 4. (22 évesen)       | 1            | 0       | 0         | 0                                    | 0         |
| Védők         |                             |                    |                                  |              |         |           |                                      |           |
| 2             | Arisztídisz Galanópulosz    | Kalamata F.C.      | 1981. szeptember 29. (22 évesen) | (1)          | 0       | 1         | 0                                    | 0         |
| 3             | Panajótisz Lagósz           | PAE Iraklísz       | 1985. július 18. (19 évesen)     | 2(1)         | 0       | 1         | 0                                    | 0         |
| 4             | Vangélisz Mórasz            | AÉK Athén          | 1981. augusztus 26. (22 évesen)  | 3            | 0       | 0         | 0                                    | 0         |
| 5             | Szpirídon Valász            | PAE Olimbiakósz    | 1981. augusztus 26. (22 évesen)  | 3            | 0       | 1         | 0                                    | 0         |
| 8             | Konsztandínosz Nembeglérasz | PAE Iraklísz       | 1975. április 14. (29 évesen)    | 3            | 0       | 1         | 0                                    | 0         |
| 12            | Hrísztosz Karipídisz        | PAÓK PAE           | 1982. december 2. (21 évesen)    | 0            | 0       | 0         | 0                                    | 0         |
| 16            | Lukász Víndra               | PAE Panathinaikósz | 1981. február 5. (23 évesen)     | 3            | 0       | 1         | 0                                    | 0         |
| Középpályások |                             |                    |                                  |              |         |           |                                      |           |
| 6             | Jeroklísz Sztoltídisz (csk) | PAE Olimbiakósz    | 1975. február 2. (29 évesen)     | 3            | 1       | 0         | 0                                    | 0         |
| 13            | Fanouris Goundoulakis       | Panióniosz         | 1973. július 13. (31 évesen)     | 0            | 0       | 0         | 0                                    | 0         |
| 14            | Jeórjiosz Fotákisz          | Egaleo F.C.        | 1981. október 29. (22 évesen)    | 3            | 0       | 1         | 0                                    | 0         |
| 15            | Miltiadísz Szapánisz        | PAE Panathinaikósz | 1976. január 28. (28 évesen)     | 3            | 0       | 0         | 0                                    | 0         |
| 17            | Jánisz Taralídisz           | PAE Olimbiakósz    | 1981. május 17. (23 évesen)      | (3)          | 2       | 1         | 0                                    | 0         |
| Csatárok      |                             |                    |                                  |              |         |           |                                      |           |
| 7             | Anasztásziosz Argítisz      | Egaleo F.C.        | 1981. április 16. (23 évesen)    | 1(1)         | 0       | 2         | 0                                    | 0         |
| 9             | Dimítrisz Szalpingídisz     | PAÓK PAE           | 1981. augusztus 18. (22 évesen)  | 2(1)         | 0       | 0         | 0                                    | 0         |
| 10            | Nikólaosz Mítru             | Panióniosz         | 1984. július 10. (20 évesen)     | 1(1)         | 0       | 1         | 0                                    | 0         |
| 11            | Dimítriosz Papadópulosz     | PAE Panathinaikósz | 1981. október 20. (22 évesen)    | 3            | 1       | 1         | 0                                    | 0         |
| Edző          |                             |                    |                                  |              |         |           |                                      |           |
|               | Stratos Apostolakis         | Görögország        | 1964. május 17. (40 évesen)      |              |         |           |                                      |           |

- Kor: 2004. augusztus 10-i kora

#### Eredmények
A csoport 
| Csapat            | M | Gy | D | V | Rg | Kg | Gk | P |
| ----------------- | - | -- | - | - | -- | -- | -- | - |
| Mali (MLI)        | 3 | 1  | 2 | 0 | 5  | 3  | +2 | 5 |
| Dél-Korea (KOR)   | 3 | 1  | 2 | 0 | 6  | 5  | +1 | 5 |
| Mexikó (MEX)      | 3 | 1  | 1 | 1 | 3  | 3  | 0  | 4 |
| Görögország (GRE) | 3 | 0  | 1 | 2 | 4  | 7  | –3 | 1 |

| 2004. augusztus 11. 20:30 |

| Görögország (GRE)                          | 2–2               | Dél-Korea (KOR)                                           |
| ------------------------------------------ | ----------------- | --------------------------------------------------------- |
| Taralídisz 78' Papadópulosz 82' (11-esből) | (0–1) Jegyzőkönyv | Kim Dongdzsin 43' Víndra 64' (öngól) Kim Cshigon 26′, 31′ |

| Kaftanzoglio Stadium, Szaloniki Nézőszám: 25 152 Játékvezető: Larrionda (uruguayi) |

| 2004. augusztus 14. 20:30 |

| Görögország (GRE) | 0–2               | Mali (MLI)            |
| ----------------- | ----------------- | --------------------- |
|                   | (0–2) Jegyzőkönyv | Berthe 2' N'Diaye 45' |

| Kaftanzoglio Stadium, Szaloniki Nézőszám: 17 123 Játékvezető: Torres (paraguayi) |

| 2004. augusztus 17. 20:30 |

| Görögország (GRE)                           | 2–3               | Mexikó (MEX)                   |
| ------------------------------------------- | ----------------- | ------------------------------ |
| Taralídisz 82' (11-esből) Sztoltídisz 90+3' | (0–0) Jegyzőkönyv | Márquez Lugo 47' Bravo 70' 86' |

| Panthessaliko Stadium, Vólosz Nézőszám: 21 597 Játékvezető: Eheve (kameruni) |

| Csapat            | Helyezés |
| ----------------- | -------- |
| Görögország (GRE) | 15.      |

### Női
| #             | Név                     | Klub                | Születési idő                    | Mérkőzésszám | Gól     | Sárga lap | sárga lap · 2. sárga lap · kiállítva | kiállítva |
| Kapusok       | Kapusok                 | Kapusok             | Kapusok                          | Kapusok      | Kapusok | Kapusok   | Kapusok                              | Kapusok   |
| ------------- | ----------------------- | ------------------- | -------------------------------- | ------------ | ------- | --------- | ------------------------------------ | --------- |
| 1             | María Jatráku           | Connecticut Huskies | 1980. június 10. (24 évesen)     | 3            | 0       | 0         | 0                                    | 0         |
| 18            | Ileána Mószhu           | California Storm    | 1976. november 14. (27 évesen)   | (1)          | 0       | 0         | 0                                    | 0         |
| Védők         |                         |                     |                                  |              |         |           |                                      |           |
| 4             | Kaliópi Stratákisz      | G.S. Ergotelis      | 1978. szeptember 12. (25 évesen) | 3            | 0       | 1         | 0                                    | 0         |
| 5             | Athanaszía Purídu       | G.S. Kavala '86     | 1975. január 22. (29 évesen)     | (1)          | 0       | 1         | 0                                    | 0         |
| 8             | Konsztandína Kacaíti    | A.E. Aegina         | 1980. május 17. (24 évesen)      | 3            | 0       | 0         | 0                                    | 0         |
| 13            | Alexándra Kavadá        | FC Greater Boston   | 1983. augusztus 1. (21 évesen)   | 1            | 0       | 0         | 0                                    | 0         |
| 16            | Eléni Bénszon           | Yale Bulldogs       | 1983. január 12. (21 évesen)     | 3            | 0       | 0         | 0                                    | 0         |
| Középpályások |                         |                     |                                  |              |         |           |                                      |           |
| 2             | Angelikí Lagumdzí       | G.S. Kavala '86     | 1982. november 23. (21 évesen)   | 3            | 0       | 0         | 0                                    | 0         |
| 3             | Sophia Smith            | Houston Stars       | 1978. november 18. (25 évesen)   | 3            | 0       | 0         | 0                                    | 0         |
| 6             | Eftihía Mihailídu (csk) | G.S. Kavala '86     | 1977. szeptember 20. (26 évesen) | 3            | 0       | 1         | 0                                    | 0         |
| 10            | Natalía Hadzijanídu     | M.E.A.O. Filiriakos | 1979. július 19. (25 évesen)     | 1(1)         | 0       | 0         | 0                                    | 0         |
| 12            | Amalía Loszéno          | Gonzaga Bulldogs    | 1981. január 12. (23 évesen)     | 3            | 0       | 0         | 0                                    | 0         |
| 15            | Tánia Kalívasz          | California Storm    | 1979. augusztus 26. (24 évesen)  | 2            | 0       | 0         | 0                                    | 0         |
| 17            | María Lazáru            | PAÓK PAE            | 1972. szeptember 30. (31 évesen) | (1)          | 0       | 0         | 0                                    | 0         |
| Csatárok      |                         |                     |                                  |              |         |           |                                      |           |
| 7             | Vaszilikí Szupiádu      | A.E. Aegina         | 1978. április 6. (26 évesen)     | (3)          | 0       | 0         | 0                                    | 0         |
| 9             | Angelikí Tefáni         | Ifestos Peristeriou | 1982. június 8. (22 évesen)      | (1)          | 0       | 0         | 0                                    | 0         |
| 11            | Dímitra Panteleiádu     | PAÓK PAE            | 1986. február 15. (18 évesen)    | 3            | 0       | 0         | 0                                    | 0         |
| 14            | Anasztaszía Papadopúlu  | G.S. Kavala '86     | 1986. július 1. (18 évesen)      | 2(1)         | 0       | 1         | 0                                    | 0         |
| Edző          |                         |                     |                                  |              |         |           |                                      |           |
|               | Xánthi Konsztandinídu   | Görögország         | 1961. január 2. (43 évesen)      |              |         |           |                                      |           |

- Kor: 2004. augusztus 10-i kora

#### Eredmények
G csoport 
| Csapat                 | M | Gy | D | V | Rg | Kg | Gk  | P |
| ---------------------- | - | -- | - | - | -- | -- | --- | - |
| Egyesült Államok (USA) | 3 | 2  | 1 | 0 | 6  | 1  | +5  | 7 |
| Brazília (BRA)         | 3 | 2  | 0 | 1 | 8  | 2  | +6  | 6 |
| Ausztrália (AUS)       | 3 | 1  | 1 | 1 | 2  | 2  | 0   | 4 |
| Görögország (GRE)      | 3 | 0  | 0 | 3 | 0  | 11 | –11 | 0 |

| 2004. augusztus 11. 18:00 |

| Görögország (GRE) | 0–3               | Egyesült Államok (USA)        |
| ----------------- | ----------------- | ----------------------------- |
|                   | (0–2) Jegyzőkönyv | Boxx 14' Wambach 30' Hamm 82' |

| Pankritio Stadium, Iráklio Nézőszám: 15 757 Játékvezető: Palmqvist (svéd) |

| 2004. augusztus 14. 20:30 |

| Görögország (GRE) | 0–1               | Ausztrália (AUS) |
| ----------------- | ----------------- | ---------------- |
|                   | (0–1) Jegyzőkönyv | Garriock 27'     |

| Pankritio Stadium, Iráklio Nézőszám: 8 857 Játékvezető: D’Coth (indiai) |

| 2004. augusztus 17. 20:30 |

| Görögország (GRE) | 0–7               | Brazília (BRA)                                                         |
| ----------------- | ----------------- | ---------------------------------------------------------------------- |
|                   | (0–1) Jegyzőkönyv | Pretinha 21' Cristiane 46' 55' 77' Grazielle 49' Marta 70' Daniela 72' |

| Pampeloponnisiako Stadium, Pátra Nézőszám: 7214 Játékvezető: Christine Frai (német) |

| Csapat            | Helyezés |
| ----------------- | -------- |
| Görögország (GRE) | 10.      |

## Lovaglás
Díjlovaglás
| Versenyző        | Ló         | Versenyszám | 1. kör | 1. kör | 2. kör  | 2. kör  | 3. kör  | 3. kör  | Végeredmény | Végeredmény |
| Versenyző        | Ló         | Versenyszám | Pont   | Hely.  | Pont    | Hely.   | Pont    | Hely.   | Pont        | Helyezés    |
| ---------------- | ---------- | ----------- | ------ | ------ | ------- | ------- | ------- | ------- | ----------- | ----------- |
| Gerta Lehmann    | Louis      | Egyéni      | 60,000 | 51.    | kiesett | kiesett | kiesett | kiesett | kiesett     | kiesett     |
| Alexándra Szúrla | Gregory 75 | Egyéni      | 62,833 | 47.    | kiesett | kiesett | kiesett | kiesett | kiesett     | kiesett     |

Díjugratás
| Versenyző                                                            | Ló                                            | Versenyszám | Selejtező     | Selejtező     | Selejtező | Selejtező | Selejtező | Selejtező    | Selejtező    | Selejtező    | Döntő        | Döntő        | Döntő        | Döntő        | Végeredmény  | Végeredmény  |              |
| Versenyző                                                            | Ló                                            | Versenyszám | 1. kör        | 1. kör        | 2. kör    | 2. kör    | 2. kör    | 3. kör       | 3. kör       | 3. kör       | 1. kör       | 1. kör       | 2. kör       | 2. kör       | Végeredmény  | Végeredmény  |              |
| Versenyző                                                            | Ló                                            | Versenyszám | Bünt.         | Hely.         | Bünt.     | Össz.     | Hely.     | Bünt.        | Össz.        | Hely.        | Bünt.        | Hely.        | Bünt.        | Hely.        | Bünt.        | Helyezés     |              |
| -------------------------------------------------------------------- | --------------------------------------------- | ----------- | ------------- | ------------- | --------- | --------- | --------- | ------------ | ------------ | ------------ | ------------ | ------------ | ------------ | ------------ | ------------ | ------------ | ------------ |
| Emanuéla Athanasziádi                                                | Rimini Z                                      | Egyéni      | nem ért célba | nem ért célba | 17        | 75        | 68.       | visszalépett | visszalépett | visszalépett | visszalépett | visszalépett | visszalépett | visszalépett | visszalépett | visszalépett | visszalépett |
| Hannah Mytilinaiou                                                   | Santana 329                                   | Egyéni      | 13            | 61.           | 26        | 39        | 61.       | 26           | 65           | 58.          | kiesett      | kiesett      | kiesett      | kiesett      | kiesett      | kiesett      |              |
| Andónisz Petrísz                                                     | Gredo La Daviere                              | Egyéni      | 0             | 1.            | 4         | 4         | 4.        | 8            | 12           | 12.          | 16           | 35.          | kiesett      | kiesett      | kiesett      | kiesett      |              |
| Danái Cácu                                                           | Roble Z                                       | Egyéni      | 5             | 29.           | 39        | 44        | 63.       | visszalépett | visszalépett | visszalépett | visszalépett | visszalépett | visszalépett | visszalépett | visszalépett | visszalépett |              |
| Emanuéla Athanasziádi Hannah Mytilinaiou Andónisz Petrísz Danái Cácu | Rimini Z Santana 329 Gredo La Daviere Roble Z | Csapat      |               |               |           |           |           |              |              |              | 47           | 13.          | kiesett      | kiesett      | kiesett      | kiesett      |              |

Lovastusa
| Versenyző          | Ló         | Versenyszám | Díjlovaglás | Díjlovaglás | Tereplovaglás | Tereplovaglás | Tereplovaglás | Díjugratás | Díjugratás | Díjugratás | Díjugratás | Végeredmény | Végeredmény |
| Versenyző          | Ló         | Versenyszám | Díjlovaglás | Díjlovaglás | Tereplovaglás | Tereplovaglás | Tereplovaglás | 1. kör     | 1. kör     | 2. kör     | 2. kör     | Végeredmény | Végeredmény |
| Versenyző          | Ló         | Versenyszám | Bünt.       | Hely.       | Bünt.         | Hely.         | Össz.         | Bünt.      | Hely.      | Bünt.      | Hely.      | Bünt.       | Helyezés    |
| ------------------ | ---------- | ----------- | ----------- | ----------- | ------------- | ------------- | ------------- | ---------- | ---------- | ---------- | ---------- | ----------- | ----------- |
| Háindi Andikadzídi | Michaelmas | Egyéni      | 45,2        | 16.*        | 86,6          | 65.           | 62.           | 17         | 58.        | kiesett    | kiesett    | 148,8       | 59.         |

* - egy másik versenyzővel azonos eredményt ért el

## Műugrás
Férfi
| Versenyző                             | Versenyszám          | Selejtező | Selejtező | Elődöntő | Elődöntő | Döntő   | Döntő    |
| Versenyző                             | Versenyszám          | Pont      | Helyezés  | Pont     | Helyezés | Pont    | Helyezés |
| ------------------------------------- | -------------------- | --------- | --------- | -------- | -------- | ------- | -------- |
| Nikólaosz Sziranídisz                 | Egyéni műugrás       | 363,75    | 28.       | kiesett  | kiesett  | kiesett | kiesett  |
| Jánisz Gavrilídisz                    | Egyéni toronyugrás   | 395,34    | 22.       | kiesett  | kiesett  | kiesett | kiesett  |
| Szotíriosz Trákasz                    | Egyéni toronyugrás   | 361,56    | 26.       | kiesett  | kiesett  | kiesett | kiesett  |
| Thomász Bímisz Nikólaosz Sziranídisz  | Szinkron műugrás     |           |           |          |          | 353,34  |          |
| Jánisz Gavrilídisz Szotíriosz Trákasz | Szinkron toronyugrás |           |           |          |          | 331,44  | 7.       |

Női
| Versenyző                                        | Versenyszám          | Selejtező | Selejtező | Elődöntő | Elődöntő | Döntő   | Döntő    |
| Versenyző                                        | Versenyszám          | Pont      | Helyezés  | Pont     | Helyezés | Pont    | Helyezés |
| ------------------------------------------------ | -------------------- | --------- | --------- | -------- | -------- | ------- | -------- |
| Dína Jeorgátu                                    | Egyéni műugrás       | 157,56    | 33.       | kiesett  | kiesett  | kiesett | kiesett  |
| Szotiría Kucopétru                               | Egyéni műugrás       | 250,59    | 22.       | kiesett  | kiesett  | kiesett | kiesett  |
| Eftihía Papá-Papavaszilópulu                     | Egyéni toronyugrás   | 307,65    | 15.       | 463,89   | 17.      | kiesett | kiesett  |
| Dína Jeorgátu Szotíria Kucopétru                 | Szinkron műugrás     |           |           |          |          | 270,33  | 8.       |
| Eftihía Papá-Papavaszilópulu Florentía Szfakianú | Szinkron toronyugrás |           |           |          |          | 272,40  | 8.       |

## Ökölvívás
| Versenyző           | Versenyszám  | Selejtező                       | Nyolcaddöntő                         | Negyeddöntő              | Elődöntő          | Döntő             | Helyezés |
| Versenyző           | Versenyszám  | Ellenfél Eredmény               | Ellenfél Eredmény                    | Ellenfél Eredmény        | Ellenfél Eredmény | Ellenfél Eredmény | Helyezés |
| ------------------- | ------------ | ------------------------------- | ------------------------------------ | ------------------------ | ----------------- | ----------------- | -------- |
| Máriosz Kaperónisz  | Könnyűsúly   | Amir Khan (GBR) · RSC           | kiesett                              | kiesett                  | kiesett           | kiesett           | 17.      |
| Szpirídon Joanídisz | Kisváltósúly | Manat Buncsamnong (THA) · 16-28 | kiesett                              | kiesett                  | kiesett           | kiesett           | 17.      |
| Theódorosz Kotákosz | Váltósúly    | Lorenzo Aragón (CUB) · RSC      | kiesett                              | kiesett                  | kiesett           | kiesett           | 17.      |
| Jórgosz Gazísz      | Középsúly    | Cavid Tağıyev (AZE) · 31-32     | kiesett                              | kiesett                  | kiesett           | kiesett           | 17.      |
| Ilíasz Pavlídisz    | Félnehézsúly | Taylor Mabika (GAB) · 32-17     | Əli Shamil İsmayılov (AZE) · 31-16   | Ahmed Ismail (EGY) · RSC | kiesett           | kiesett           | 5.       |
| Szpirídon Kladúhasz | Nehézsúly    |                                 | Vüqar Mursal Ələkbərov (AZE) · 14-18 | kiesett                  | kiesett           | kiesett           | 9.       |

RSC - a játékvezető megállította a mérkőzést

## Öttusa
| Versenyző          | Versenyszám | Lövészet | Lövészet | Lövészet | Vívás    | Vívás | Vívás | Úszás   | Úszás | Úszás | Lovaglás | Lovaglás | Lovaglás | Lovaglás | Futás    | Futás | Futás | Összesen    | Összesen |
| Versenyző          | Versenyszám | Pontszám | Pont     | Hely.    | Eredmény | Pont  | Hely. | Idő     | Pont  | Hely. | Idő      | Hibapont | Pont     | Hely.    | Idő      | Pont  | Hely. | Összes pont | Helyezés |
| ------------------ | ----------- | -------- | -------- | -------- | -------- | ----- | ----- | ------- | ----- | ----- | -------- | -------- | -------- | -------- | -------- | ----- | ----- | ----------- | -------- |
| Vaszíliosz Flórosz | Férfi       | 174      | 1024     | 20.      | 10-21    | 664   | 31.*  | 2:04,40 | 1308  | 7.    | 1:28,50  | 100      | 1100     | 11.      | 11:02,25 | 752   | 31.   | 4848        | 28.      |
| Partits Katalin    | Női         | 176      | 1048     | 12.      | 17-14    | 860   | 7.**  | 2:23,32 | 1204  | 16.   | 1:28,03  | 168      | 1032     | 23.      | 11:49,11 | 884   | 27.   | 5028        | 16.      |

* - egy másik versenyzővel azonos eredményt ért el

** - négy másik versenyzővel azonos eredményt ért el

## Röplabda

### Férfi
| #    | Név                            | Klub                 | Kor                            | Magasság |
| ---- | ------------------------------ | -------------------- | ------------------------------ | -------- |
| 1    | Konsztandínosz Hrisztofidélisz | Olympiacos Volley    | 1977. június 26. (27 évesen)   | 196 cm   |
| 2    | Máriosz Giúrdasz               | G.S. Iraklis         | 1973. március 2. (31 évesen)   | 202 cm   |
| 3    | Theódorosz Hadziandondíu       | Olympiacos Volley    | 1974. március 16. (30 évesen)  | 204 cm   |
| 6    | Vaszíliosz Kurnétasz           | Olympiacos Volley    | 1976. augusztus 2. (28 évesen) | 192 cm   |
| 7    | Jeórjiosz Sztefánu             | Panathinaikos Volley | 1981. január 12. (23 évesen)   | 187 cm   |
| 10   | Andóniosz Cakirópulosz         | Olympiacos Volley    | 1969. július 1. (35 évesen)    | 203 cm   |
| 11   | Nikólaosz Rumeliótisz          | EA Patron            | 1978. október 12. (25 évesen)  | 198 cm   |
| 14   | Szotíriosz Pantaléon           | Panathinaikos Volley | 1980. június 21. (24 évesen)   | 198 cm   |
| 15   | Ilíasz Lápasz                  | Panathinaikos Volley | 1979. július 20. (25 évesen)   | 195 cm   |
| 16   | Andrei Kravarik                | G.S. Iraklis         | 1971. július 28. (33 évesen)   | 204 cm   |
| 17   | Konsztandínosz Prúszalisz      | PAOK Volley          | 1980. október 6. (23 évesen)   | 192 cm   |
| 18   | Tontor-Zlatko Baev             | G.S. Iraklis         | 1977. május 31. (27 évesen)    | 200 cm   |
| Edző |                                |                      |                                |          |
|      | Stylianos Prosalikas           |                      |                                |          |

- Kor: 2004. augusztus 12-i kora

#### Eredmények
Csoportkör
A csoport
|                             |      | Mérkőzések | Mérkőzések | Szettek | Szettek | Szettek | Pontok | Pontok | Pontok |
| Csapat                      | Pont | Gy         | V          | Sz+     | Sz–     | SzA     | P+     | P–     | PA     |
| --------------------------- | ---- | ---------- | ---------- | ------- | ------- | ------- | ------ | ------ | ------ |
| Szerbia és Montenegró (SCG) | 9    | 4          | 1          | 12      | 6       | 2,000   | 427    | 398    | 1,073  |
| Görögország (GRE)           | 8    | 3          | 2          | 12      | 9       | 1,333   | 475    | 454    | 1,046  |
| Argentína (ARG)             | 8    | 3          | 2          | 12      | 9       | 1,333   | 471    | 457    | 1,031  |
| Lengyelország (POL)         | 8    | 3          | 2          | 10      | 9       | 1,111   | 422    | 419    | 1,007  |
| Franciaország (FRA)         | 7    | 2          | 3          | 8       | 10      | 0,800   | 405    | 394    | 1,028  |
| Tunézia (TUN)               | 5    | 0          | 5          | 4       | 15      | 0,267   | 373    | 451    | 0,827  |

| 2004. augusztus 15. 19:30 | Tunézia (TUN)                     | 0–3 | Görögország (GRE) | Béke és Barátság stadion, Pireusz Nézőszám: 8200 Játékvezető: Valdir Dellaqua (BRA), Fernando Nava (MEX) |
| 2004. augusztus 15. 19:30 | (20–25, 14–25, 17–25) Jegyzőkönyv |     |                   | Béke és Barátság stadion, Pireusz Nézőszám: 8200 Játékvezető: Valdir Dellaqua (BRA), Fernando Nava (MEX) |

| 2004. augusztus 17. 19:30 | Görögország (GRE)                        | 3–1 | Lengyelország (POL) | Béke és Barátság stadion, Pireusz Nézőszám: 8600 Játékvezető: Luciano Gaspari (ITA), Jarmo Salonen (FIN) |
| 2004. augusztus 17. 19:30 | (21–25, 25–18, 25–21, 25–20) Jegyzőkönyv |     |                     | Béke és Barátság stadion, Pireusz Nézőszám: 8600 Játékvezető: Luciano Gaspari (ITA), Jarmo Salonen (FIN) |

| 2004. augusztus 19. 19:30 | Argentína (ARG)                          | 3–1 | Görögország (GRE) | Béke és Barátság stadion, Pireusz Nézőszám: 9403 Játékvezető: Mahmoud Abdel Magid (EGY), Patricia Salvatore (USA) |
| 2004. augusztus 19. 19:30 | (16–25, 25–21, 25–22, 25–22) Jegyzőkönyv |     |                   | Béke és Barátság stadion, Pireusz Nézőszám: 9403 Játékvezető: Mahmoud Abdel Magid (EGY), Patricia Salvatore (USA) |

| 2004. augusztus 21. 19:30 | Görögország (GRE)                               | 3–2 | Franciaország (FRA) | Béke és Barátság stadion, Pireusz Nézőszám: 9360 Játékvezető: Umit Sokullu (TUR), Frank Leuthaeusser (GER) |
| 2004. augusztus 21. 19:30 | (25–22, 14–25, 26–24, 23–25, 15–10) Jegyzőkönyv |     |                     | Béke és Barátság stadion, Pireusz Nézőszám: 9360 Játékvezető: Umit Sokullu (TUR), Frank Leuthaeusser (GER) |

| 2004. augusztus 23. 19:30 | Szerbia és Montenegró (SCG)                     | 3–2 | Görögország (GRE) | Béke és Barátság stadion, Pireusz Nézőszám: 9415 Játékvezető: Luciano Gaspari (ITA), Jarmo Salomen (FIN) |
| 2004. augusztus 23. 19:30 | (21–25, 38–36, 25–13, 23–25, 15–12) Jegyzőkönyv |     |                   | Béke és Barátság stadion, Pireusz Nézőszám: 9415 Játékvezető: Luciano Gaspari (ITA), Jarmo Salomen (FIN) |

Negyeddöntő
| 2004. augusztus 25. 19:30 | Görögország (GRE)                               | 2–3 | Egyesült Államok (USA) | Béke és Barátság stadion, Pireusz Nézőszám: 9300 Játékvezető: Kun-Tae Kim (KOR), Juan Pereyra (ARG) |
| 2004. augusztus 25. 19:30 | (20–25, 25–22, 27–25, 23–25, 15–17) Jegyzőkönyv |     |                        | Béke és Barátság stadion, Pireusz Nézőszám: 9300 Játékvezető: Kun-Tae Kim (KOR), Juan Pereyra (ARG) |

| Csapat            | Helyezés |
| ----------------- | -------- |
| Görögország (GRE) | 5.       |

### Női
| #    | Név                  | Klub                 | Kor                             | Magasság |
| ---- | -------------------- | -------------------- | ------------------------------- | -------- |
| 1    | Zána Proniádu        | Filathlitikos        | 1978. december 13. (25 évesen)  | 190 cm   |
| 2    | María Garangúni      | FO Vrilissia         | 1975. december 21. (28 évesen)  | 181 cm   |
| 4    | Níki Garangúni       | Panathinaikos Volley | 1977. március 12. (27 évesen)   | 185 cm   |
| 6    | Eléni Memedzí        | FO Vrilissia         | 1975. január 12. (29 évesen)    | 182 cm   |
| 8    | Haríkleia Szákula    | Panathinaikos Volley | 1973. december 18. (30 évesen)  | 180 cm   |
| 9    | Elefthería Hadziníku | Filathlitikos        | 1978. április 20. (26 évesen)   | 183 cm   |
| 10   | Joána Vláhu          | Filathlitikos        | 1981. május 14. (23 évesen)     | 167 cm   |
| 11   | Vaszilikí Papázoglu  | Panellinios GS       | 1979. augusztus 24. (24 évesen) | 185 cm   |
| 14   | Szofía Jordanídu     | OFA Apollinios       | 1974. május 3. (30 évesen)      | 191 cm   |
| 15   | Jeorjía Dzanakáki    | Panellinios GS       | 1980. december 1. (23 évesen)   | 189 cm   |
| 16   | Eléni Kiószi         | Iraklis GS           | 1985. február 27. (19 évesen)   | 184 cm   |
| 18   | Ruxantra Dumitrescu  | Panathinaikos Volley | 1977. április 20. (27 évesen)   | 186 cm   |
| Edző |                      |                      |                                 |          |
|      | Dimítriosz Flórosz   |                      |                                 |          |

- Kor: 2004. augusztus 12-i kora

#### Eredmények
Csoportkör
A csoport
|                   |      | Mérkőzések | Mérkőzések | Szettek | Szettek | Szettek | Pontok | Pontok | Pontok |
| Csapat            | Pont | Gy         | V          | Sz+     | Sz–     | SzA     | P+     | P–     | PA     |
| ----------------- | ---- | ---------- | ---------- | ------- | ------- | ------- | ------ | ------ | ------ |
| Brazília (BRA)    | 10   | 5          | 0          | 15      | 2       | 7,500   | 410    | 326    | 1,258  |
| Olaszország (ITA) | 9    | 4          | 1          | 14      | 3       | 4,667   | 392    | 305    | 1,285  |
| Dél-Korea (KOR)   | 8    | 3          | 2          | 9       | 7       | 1,286   | 355    | 352    | 1,009  |
| Japán (JPN)       | 7    | 2          | 3          | 6       | 10      | 0,600   | 346    | 343    | 1,009  |
| Görögország (GRE) | 6    | 1          | 4          | 5       | 12      | 0,417   | 349    | 383    | 0,911  |
| Kenya (KEN)       | 5    | 0          | 5          | 0       | 15      | 0,000   | 236    | 379    | 0,623  |

| 2004. augusztus 14. 16:00 | Görögország (GRE)                | 3–0 | Kenya (KEN) | Béke és Barátság stadion, Pireusz Nézőszám: 2650 Játékvezető: Patricia Salvatore (USA), Ibrahim Al-Naama (QAT) |
| 2004. augusztus 14. 16:00 | (25–7, 25–22, 25–14) Jegyzőkönyv |     |             | Béke és Barátság stadion, Pireusz Nézőszám: 2650 Játékvezető: Patricia Salvatore (USA), Ibrahim Al-Naama (QAT) |

| 2004. augusztus 16. 16:00 | Görögország (GRE)                        | 1–3 | Dél-Korea (KOR) | Béke és Barátság stadion, Pireusz Nézőszám: 3000 Játékvezető: Juan Angel Pereyra (ARG), Francisco Medina Guzman (CUB) |
| 2004. augusztus 16. 16:00 | (25–20, 19–25, 15–25, 22–25) Jegyzőkönyv |     |                 | Béke és Barátság stadion, Pireusz Nézőszám: 3000 Játékvezető: Juan Angel Pereyra (ARG), Francisco Medina Guzman (CUB) |

| 2004. augusztus 18. 16:35 | Japán (JPN)                              | 3–1 | Görögország (GRE) | Béke és Barátság stadion, Pireusz Nézőszám: 5850 Játékvezető: Francisco Medina Guzman (CUB), Valdir Dellaqua (BRA) |
| 2004. augusztus 18. 16:35 | (25–10, 20–25, 25–21, 25–22) Jegyzőkönyv |     |                   | Béke és Barátság stadion, Pireusz Nézőszám: 5850 Játékvezető: Francisco Medina Guzman (CUB), Valdir Dellaqua (BRA) |

| 2004. augusztus 20. 16:00 | Görögország (GRE)                 | 0–3 | Brazília (BRA) | Béke és Barátság stadion, Pireusz Nézőszám: 8500 Játékvezető: Abdullah Al-Khelaifi (KSA), Fernando Nava (MEX) |
| 2004. augusztus 20. 16:00 | (22–25, 22–25, 11–25) Jegyzőkönyv |     |                | Béke és Barátság stadion, Pireusz Nézőszám: 8500 Játékvezető: Abdullah Al-Khelaifi (KSA), Fernando Nava (MEX) |

| 2004. augusztus 22. 16:00 | Olaszország (ITA)                 | 3–0 | Görögország (GRE) | Béke és Barátság stadion, Pireusz Nézőszám: 9392 Játékvezető: Jarmo Salonen (FIN), Patrick Rachard (FRA) |
| 2004. augusztus 22. 16:00 | (25–19, 25–19, 25–22) Jegyzőkönyv |     |                   | Béke és Barátság stadion, Pireusz Nézőszám: 9392 Játékvezető: Jarmo Salonen (FIN), Patrick Rachard (FRA) |

| Csapat            | Helyezés |
| ----------------- | -------- |
| Görögország (GRE) | 9.       |

### Strandröplabda

#### Férfi
| Versenyző                                     | Csoportkör | Csoportkör | Nyolcaddöntő      | Negyeddöntő       | Elődöntő          | Döntő             | Helyezés |
| Versenyző                                     | Ellenfél Eredmény | Hely.      | Ellenfél Eredmény | Ellenfél Eredmény | Ellenfél Eredmény | Ellenfél Eredmény | Helyezés |
| --------------------------------------------- | --- | ---------- | ----------------- | ----------------- | ----------------- | ----------------- | -------- |
| Pávlosz Beligrátisz Athanásziosz Mihalópulosz | F csoport · Dél-afrikai Köztársaság (RSA) · Colin Pocock · Gershon Rorich · 16-21, 26-24, 10-15 · Portugália (POR) · João Brenha · Miguel Maia · 14-21, 19-21 · Argentína (ARG) · Mariano Baracetti · Martín Conde · 0-21, 0-21* | 4.         | kiesett           | kiesett           | kiesett           | kiesett           | 19.      |

#### Női
| Versenyző                               | Csoportkör | Csoportkör | Nyolcaddöntő                                                        | Negyeddöntő       | Elődöntő          | Döntő             | Helyezés |
| Versenyző                               | Ellenfél Eredmény | Hely.      | Ellenfél Eredmény                                                   | Ellenfél Eredmény | Ellenfél Eredmény | Ellenfél Eredmény | Helyezés |
| --------------------------------------- | --- | ---------- | ------------------------------------------------------------------- | ----------------- | ----------------- | ----------------- | -------- |
| Vaszilikí Arvaníti Efthália Kutrumanídu | C csoport · Németország (GER) · Susanne Lahme · Danja Musch · 16-21, 21-16, 10-15 · Brazília (BRA) · Ana Paula Connelly · Sandra Pires · 13-21, 14-21 · Norvégia (NOR) · Nila Ann Hakedal · Ingrid Torlen · 21-11, 21-23, 15-12 | 3.         | Németország (GER) · Stephanie Pohl · Okka Rau · 12-21, 21-19, 11-15 | kiesett           | kiesett           | kiesett           | 9.       |
| Effroszíni Szfirí Vaszilikí Karandásziu | F csoport · Mexikó (MEX) · Mayra Aide García · Hilda Gaxiola · 21-17, 21-13 · Ausztrália (AUS) · Kerri Pottharst · Summer Lochowicz · 15-21, 21-15, 14-16 · Kína (CHN) · Tien Csia · Vang Fej · 21-14, 21-17                    | 2.         | Brazília (BRA) · Ana Paula Connelly · Sandra Pires · 16-21, 19-21   | kiesett           | kiesett           | kiesett           | 9.       |

* - visszaléptek, bírói döntéssel 21-0, 21-0

## Softball
- Jessica Bashor
- Lindsey Bashor
- Joána Búziu
- Vanessa Czarnecki
- Jamie Farnworth
- Sarah Farnworth
- Stacey Farnworth
- Joanna Gail
- Ginny Georgantas
- Lindsay James
- Chloe Kloezeman
- Aikateríni Kutúngu
- Katina Kramos
- Stephanie Skegas-Maxwell

### Eredmények
Csoportkör
| Csapat           | M | Gy | V | P+ | P– | Pk  |
| ---------------- | - | -- | - | -- | -- | --- |
| Egyesült Államok | 7 | 7  | 0 | 41 | 0  | +41 |
| Ausztrália       | 7 | 6  | 1 | 22 | 14 | +8  |
| Japán            | 7 | 4  | 3 | 17 | 8  | +9  |
| Kína             | 7 | 3  | 4 | 15 | 20 | –5  |
| Kanada           | 7 | 3  | 4 | 6  | 14 | –8  |
| Tajvan           | 7 | 2  | 5 | 3  | 13 | –10 |
| Görögország      | 7 | 2  | 5 | 6  | 24 | –18 |
| Olaszország      | 7 | 1  | 6 | 8  | 25 | –17 |

| 2004. augusztus 14. 19:30 |  | Görögország (GRE) | 0–5 | Kína |  |  |
| 2004. augusztus 14. 19:30 |  |                   |     |      |  |  |

| 2004. augusztus 15. 19:30 |  | Kanada (CAN) | 0–2 | Görögország |  |  |
| 2004. augusztus 15. 19:30 |  |              |     |             |  |  |

| 2004. augusztus 16. 17:00 |  | Olaszország (ITA) | 1–2 | Görögország |  |  |
| 2004. augusztus 16. 17:00 |  |                   |     |             |  |  |

| 2004. augusztus 17. 17:00 |  | Tajvan (TPE) | 2–0 | Görögország |  |  |
| 2004. augusztus 17. 17:00 |  |              |     |             |  |  |

| 2004. augusztus 18. 19:30 |  | Japán (JPN) | 6–0 | Görögország |  |  |
| 2004. augusztus 18. 19:30 |  |             |     |             |  |  |

| 2004. augusztus 19. 12:00 |  | Görögország (GRE) | 0–7 | Egyesült Államok |  |  |
| 2004. augusztus 19. 12:00 |  |                   |     |                  |  |  |

| 2004. augusztus 20. 17:00 |  | Görögország (GRE) | 2–3 | Ausztrália |  |  |
| 2004. augusztus 20. 17:00 |  |                   |     |            |  |  |

| Csapat      | Helyezés |
| ----------- | -------- |
| Görögország | 7.       |

## Sportlövészet
Férfi
| Versenyző                      | Versenyszám           | Selejtező | Selejtező | Döntő   | Döntő    |
| Versenyző                      | Versenyszám           | Pont      | Helyezés  | Pont    | Helyezés |
| ------------------------------ | --------------------- | --------- | --------- | ------- | -------- |
| Dionísziosz Jeorgakópulosz     | Légpisztoly           | 572       | 33.**     | kiesett | kiesett  |
| Dionísziosz Jeorgakópulosz     | Szabadpisztoly        | 549       | 28.*      | kiesett | kiesett  |
| Jeórjiosz Petszánisz           | Légpuska              | 593       | 12.*****  | kiesett | kiesett  |
| Konsztandínosz Szavorjianákisz | Légpuska              | 592       | 18.***    | kiesett | kiesett  |
| Evángelosz Liógrisz            | Sportpuska, fekvő     | 589       | 36.**     | kiesett | kiesett  |
| Evángelosz Liógrisz            | Sportpuska, összetett | 1135      | 38.*      | kiesett | kiesett  |
| Nikólaosz Antoniádisz          | Trap                  | 110       | 31.       | kiesett | kiesett  |
| Angelosz Szpirópulosz          | Dupla trap            | 124       | 22.       | kiesett | kiesett  |
| Jórgosz Szalavantákisz         | Skeet                 | 119       | 21.****** | kiesett | kiesett  |

Női
| Versenyző      | Versenyszám   | Selejtező | Selejtező | Döntő   | Döntő    |
| Versenyző      | Versenyszám   | Pont      | Helyezés  | Pont    | Helyezés |
| -------------- | ------------- | --------- | --------- | ------- | -------- |
| Marína Karaflú | Légpisztoly   | 377       | 26.*      | kiesett | kiesett  |
| Agathí Kaszúmi | Sportpisztoly | 574       | 21.*      | kiesett | kiesett  |
| María Fáka     | Légpuska      | 388       | 33.***    | kiesett | kiesett  |
| Alexía Szmirlí | Légpuska      | 391       | 27.****   | kiesett | kiesett  |

* - egy másik versenyzővel azonos eredményt ért el

** - két másik versenyzővel azonos eredményt ért el

*** - három másik versenyzővel azonos eredményt ért el

**** - négy másik versenyzővel azonos eredményt ért el

***** - öt másik versenyzővel azonos eredményt ért el

****** - hét másik versenyzővel azonos eredményt ért el

## Súlyemelés
Férfi
| Versenyző            | Versenyszám | Szakítás | Szakítás | Lökés                    | Lökés                    | Összesen | Helyezés |
| Versenyző            | Versenyszám | Eredmény | Helyezés | Eredmény                 | Helyezés                 | Összesen | Helyezés |
| -------------------- | ----------- | -------- | -------- | ------------------------ | ------------------------ | -------- | -------- |
| Leonídasz Szambánisz | 62 kg       | kizárták | kizárták | kizárták                 | kizárták                 | kizárták | kizárták |
| Víktor Mítru         | 77 kg       | 160,0    | 6.****   | 200,0                    | 2.***                    | 360,0    | 5.       |
| Pírosz Dímasz        | 85 kg       | 175,0    | 3.*      | 202,5                    | 4.                       | 377,5    |          |
| Jeórjiosz Markúlasz  | 85 kg       | 167,5    | 6.***    | 205,0                    | 1.**                     | 372,5    | 4.       |
| Kahi Kahiasvili      | 94 kg       | 180,0    | 4.*      | érvényes kísérlet nélkül | érvényes kísérlet nélkül | kiesett  | kiesett  |
| Nikólaosz Kurtídisz  | 94 kg       | 167,5    | 14.*     | 210,0                    | 8.*                      | 377,5    | 11.      |

Női
| Versenyző           | Versenyszám | Szakítás | Szakítás | Lökés                    | Lökés                    | Összesen | Helyezés |
| Versenyző           | Versenyszám | Eredmény | Helyezés | Eredmény                 | Helyezés                 | Összesen | Helyezés |
| ------------------- | ----------- | -------- | -------- | ------------------------ | ------------------------ | -------- | -------- |
| Haríkleia Kasztríci | 58 kg       | 90,0     | 11.**    | 110,0                    | 13.                      | 200,0    | 13.      |
| Anasztaszía Cakíri  | 63kg        | 97,5     | 4.       | érvényes kísérlet nélkül | érvényes kísérlet nélkül | kiesett  | kiesett  |
| Hrisztína Joanídi   | 75 kg       | 112,5    | 7.**     | 142,5                    | 4.                       | 255,0    | 5.       |
| Vaszilikí Kaszápi   | +75 kg      | 125,0    | 5.**     | 152,5                    | 7.                       | 277,5    | 8.       |

* - egy másik versenyzővel azonos eredményt ért el

** - két másik versenyzővel azonos eredményt ért el

*** - három másik versenyzővel azonos eredményt ért el

**** - négy másik versenyzővel azonos eredményt ért el

## Szinkronúszás
| Versenyző | Versenyszám | Technikai gyakorlat | Technikai gyakorlat | Selejtező        | Selejtező        | Selejtező  | Selejtező  | Döntő            | Döntő            | Döntő      | Döntő      | Helyezés |
| Versenyző | Versenyszám | Technikai gyakorlat | Technikai gyakorlat | Szabad gyakorlat | Szabad gyakorlat | Összesítés | Összesítés | Szabad gyakorlat | Szabad gyakorlat | Összesítés | Összesítés | Helyezés |
| Versenyző | Versenyszám | Pont                | Hely.               | Pont             | Hely.            | Pont       | Hely.      | Pont             | Hely.            | Pont       | Hely.      | Helyezés |
| --- | ----------- | ------------------- | ------------------- | ---------------- | ---------------- | ---------- | ---------- | ---------------- | ---------------- | ---------- | ---------- | -------- |
| Elefthería Ftúli Hrisztína Thalaszinídu | Páros       | 46,334              | 9.                  | 46,584           | 9.               | 92,918     | 9.         | 46,584           | 9.               | 92,918     | 9.         | 9.       |
| Szavína Aglaia Anasztaszíu Elefthería Ftúli Eléni Jeorjíu Effroszíni Gudá Aposztolía Joánu María Hrisztodúlu Evjenía Kutszúdi Olga Pelekánu Hrisztína Thalaszinídu | Csapat      | 46,250              | 8.                  |                  |                  |            |            | 46,500           | 8.               | 92,750     | 8.         | 8.       |

## Taekwondo
Férfi
| Versenyző               | Versenyszám | Nyolcaddöntő                       | Negyeddöntő                       | Elődöntő                  | Vigaszág első kör | Vigaszág elődöntő | Bronz- mérkőzés   | Döntő                  | Helyezés |
| Versenyző               | Versenyszám | Ellenfél Eredmény                  | Ellenfél Eredmény                 | Ellenfél Eredmény         | Ellenfél Eredmény | Ellenfél Eredmény | Ellenfél Eredmény | Ellenfél Eredmény      | Helyezés |
| ----------------------- | ----------- | ---------------------------------- | --------------------------------- | ------------------------- | ----------------- | ----------------- | ----------------- | ---------------------- | -------- |
| Mihaíl Murúcosz         | Légsúly     | Atszadet Szutthikunkan (THA) · 5-2 | Tamer Bayoumi (EGY) · 2-8         | kiesett                   |                   |                   |                   |                        | 9.       |
| Aléxandrosz Nikolaídisz | Nehézsúly   | Julián Rojas (COL) · 7-3           | Abd el-Káder ez-Zrúri (MAR) · 5-2 | Ibráhím Kamál (JOR) · 6-3 |                   |                   |                   | Mun Deszong (KOR) · KO |          |

Női
| Versenyző           | Versenyszám | Nyolcaddöntő                               | Negyeddöntő              | Elődöntő                | Vigaszág első kör | Vigaszág elődöntő | Bronz- mérkőzés   | Döntő              | Helyezés |
| Versenyző           | Versenyszám | Ellenfél Eredmény                          | Ellenfél Eredmény        | Ellenfél Eredmény       | Ellenfél Eredmény | Ellenfél Eredmény | Ellenfél Eredmény | Ellenfél Eredmény  | Helyezés |
| ------------------- | ----------- | ------------------------------------------ | ------------------------ | ----------------------- | ----------------- | ----------------- | ----------------- | ------------------ | -------- |
| Aretí Athanaszopúlu | Pehelysúly  | Nootcharin Sukkhongdumnoen (THA) · 6-6 SUP | kiesett                  | kiesett                 |                   |                   |                   |                    | 11.      |
| Eli Misztakídu      | Váltósúly   | Verina Wihongi (NZL) · 4-0                 | Heidy Juárez (GUA) · 6-4 | Toni Rivero (PHI) · 3-2 |                   |                   |                   | Lo Vej (CHN) · 6-7 |          |

SUP - döntő fölény

## Tenisz
Férfi
| Versenyző                                        | Versenyszám | 64-es főtábla                                | 32-es főtábla                                         | Nyolcaddöntő      | Negyeddöntő       | Elődöntő          | Bronz- mérkőzés   | Döntő             | Helyezés |
| Versenyző                                        | Versenyszám | Ellenfél Eredmény                            | Ellenfél Eredmény                                     | Ellenfél Eredmény | Ellenfél Eredmény | Ellenfél Eredmény | Ellenfél Eredmény | Ellenfél Eredmény | Helyezés |
| ------------------------------------------------ | ----------- | -------------------------------------------- | ----------------------------------------------------- | ----------------- | ----------------- | ----------------- | ----------------- | ----------------- | -------- |
| Konsztandínosz Ikonomídisz                       | Egyes       | Fernando González Ciuffardi (CHI) · 6-7, 2-6 | kiesett                                               | kiesett           | kiesett           | kiesett           | kiesett           | kiesett           | 33.      |
| Konsztandínosz Ikonomídisz Vaszíliosz Mazarákisz | Páros       |                                              | Csehország (CZE) · Martin Damm · Cyril Suk · 1-6, 3-6 | kiesett           | kiesett           | kiesett           | kiesett           | kiesett           | 17.      |

Női
| Versenyző                           | Versenyszám | 64-es főtábla                     | 32-es főtábla                                                  | Nyolcaddöntő                           | Negyeddöntő       | Elődöntő          | Bronz- mérkőzés   | Döntő             | Helyezés |
| Versenyző                           | Versenyszám | Ellenfél Eredmény                 | Ellenfél Eredmény                                              | Ellenfél Eredmény                      | Ellenfél Eredmény | Ellenfél Eredmény | Ellenfél Eredmény | Ellenfél Eredmény | Helyezés |
| ----------------------------------- | ----------- | --------------------------------- | -------------------------------------------------------------- | -------------------------------------- | ----------------- | ----------------- | ----------------- | ----------------- | -------- |
| Eléni Danjilídu                     | Egyes       | Catalina Castaño (COL) · 6-2, 6-1 | Magdalena Maleeva (BUL) · 2-6, 6-4, 6-4                        | Anasztaszija Miszkina (RUS) · 5-7, 4-6 | kiesett           | kiesett           | kiesett           | kiesett           | 9.       |
| Eléni Danjilídu Hrísztina Zahariádu | Páros       |                                   | Franciaország (FRA) · Amélie Mauresmo · Mary Pierce · 5-7, 1-6 | kiesett                                | kiesett           | kiesett           | kiesett           | kiesett           | 17.      |

## Tollaslabda
| Versenyző                           | Versenyszám | 32-es főtábla                                                  | Nyolcaddöntő      | Negyeddöntő       | Elődöntő          | Bronz- mérkőzés   | Döntő             | Helyezés |
| Versenyző                           | Versenyszám | Ellenfél Eredmény                                              | Ellenfél Eredmény | Ellenfél Eredmény | Ellenfél Eredmény | Ellenfél Eredmény | Ellenfél Eredmény | Helyezés |
| ----------------------------------- | ----------- | -------------------------------------------------------------- | ----------------- | ----------------- | ----------------- | ----------------- | ----------------- | -------- |
| Jeórjiosz Pátisz Theódorosz Vélkosz | Férfi páros | Malajzia (MAS) · Chan Chong Ming · Chew Choon Eng · 1-15, 4-15 | kiesett           | kiesett           | kiesett           | kiesett           | kiesett           | 17.      |

## Torna
Férfi
| Versenyző               | Versenyszám      | Selejtező | Selejtező | Döntő    | Döntő    |
| Versenyző               | Versenyszám      | Pontszám  | Helyezés  | Pontszám | Helyezés |
| ----------------------- | ---------------- | --------- | --------- | -------- | -------- |
| Vlászisz Márasz         | Talaj            | 8,950     | 65.       | kiesett  | kiesett  |
| Vlászisz Márasz         | Ugrás            | 9,512     |           | kiesett  | kiesett  |
| Vlászisz Márasz         | Korlát           | 9,087     | 60.       | kiesett  | kiesett  |
| Vlászisz Márasz         | Nyújtó           | 9,725     | 13.       | kiesett  | kiesett  |
| Vlászisz Márasz         | Gyűrű            | 8,775     | 70.       | kiesett  | kiesett  |
| Vlászisz Márasz         | Lólengés         | 8,650     | 71.       | kiesett  | kiesett  |
| Vlászisz Márasz         | Egyéni összetett | 54,699    | 36.       | kiesett  | kiesett  |
| Dimoszthénisz Tambákosz | Gyűrű            | 9,850     | 1.        | 9,862    |          |
| Dimoszthénisz Tambákosz | Egyéni összetett | 9,850     | 98.       | kiesett  | kiesett  |

Női
| Versenyző         | Versenyszám      | Selejtező | Selejtező | Döntő    | Döntő    |
| Versenyző         | Versenyszám      | Pontszám  | Helyezés  | Pontszám | Helyezés |
| ----------------- | ---------------- | --------- | --------- | -------- | -------- |
| María Aposztolídi | Talaj            | 8,675     | 62.       | kiesett  | kiesett  |
| María Aposztolídi | Ugrás            | 9,075     |           | kiesett  | kiesett  |
| María Aposztolídi | Felemás korlát   | 7,712     | 84.       | kiesett  | kiesett  |
| María Aposztolídi | Gerenda          | 8,450     | 68.       | kiesett  | kiesett  |
| María Aposztolídi | Egyéni összetett | 33,912    | 57.       | kiesett  | kiesett  |
| Sztefaní Biszbíku | Talaj            | 8,662     | 64.       | kiesett  | kiesett  |
| Sztefaní Biszbíku | Ugrás            | 9,100     |           | kiesett  | kiesett  |
| Sztefaní Biszbíku | Felemás korlát   | 9,387     | 32.       | kiesett  | kiesett  |
| Sztefaní Biszbíku | Gerenda          | 9,337     | 21.       | kiesett  | kiesett  |
| Sztefaní Biszbíku | Egyéni összetett | 36,486    | 24.       | 36,499   | 15.      |

### Ritmikus gimnasztika
| Versenyző       | Versenyszám | Selejtező | Selejtező | Selejtező | Selejtező | Selejtező | Selejtező | Selejtező | Selejtező | Selejtező | Selejtező | Döntő   | Döntő   | Döntő   | Döntő   | Döntő    | Döntő    | Döntő   | Döntő   | Döntő    | Döntő    | Helyezés |
| Versenyző       | Versenyszám | Karika    | Karika    | Labda     | Labda     | Buzogány  | Buzogány  | Szalag    | Szalag    | Összesen  | Összesen  | Karika  | Karika  | Labda   | Labda   | Buzogány | Buzogány | Szalag  | Szalag  | Összesen | Összesen | Helyezés |
| Versenyző       | Versenyszám | Pont      | Hely.     | Pont      | Hely.     | Pont      | Hely.     | Pont      | Hely.     | Pont      | Hely.     | Pont    | Hely.   | Pont    | Hely.   | Pont     | Hely.    | Pont    | Hely.   | Pont     | Hely.    | Helyezés |
| --------------- | ----------- | --------- | --------- | --------- | --------- | --------- | --------- | --------- | --------- | --------- | --------- | ------- | ------- | ------- | ------- | -------- | -------- | ------- | ------- | -------- | -------- | -------- |
| Eléni Andrióla  | Egyéni      | 24,850    | 9.        | 25,350    | 6.        | 24,500    | 9.        | 24,900    | 4.        | 99,600    | 6.        | 24,475  | 10.     | 24,800  | 10.     | 23,500   | 10.      | 24,825  | 7.      | 97,600   | 9.       | 9.       |
| Theódora Palídu | Egyéni      | 24,150    | 11.       | 24,475    | 10.       | 23,200    | 14.       | 23,400    | 10.       | 95,225    | 11.       | kiesett | kiesett | kiesett | kiesett | kiesett  | kiesett  | kiesett | kiesett | kiesett  | kiesett  | 11.      |

| Versenyző                                                                                                 | Versenyszám | Selejtező | Selejtező | Selejtező           | Selejtező           | Selejtező | Selejtező | Döntő   | Döntő   | Döntő               | Döntő               | Döntő    | Döntő    | Helyezés |
| Versenyző                                                                                                 | Versenyszám | 5 kötél   | 5 kötél   | 3 karika és 2 labda | 3 karika és 2 labda | Összesen  | Összesen  | 5 kötél | 5 kötél | 3 karika és 2 labda | 3 karika és 2 labda | Összesen | Összesen | Helyezés |
| Versenyző                                                                                                 | Versenyszám | Pont      | Hely.     | Pont                | Hely.               | Pont      | Hely.     | Pont    | Hely.   | Pont                | Hely.               | Pont     | Hely.    | Helyezés |
| --- | ----------- | --------- | --------- | ------------------- | ------------------- | --------- | --------- | ------- | ------- | ------------------- | ------------------- | -------- | -------- | -------- |
| Iléktra-Elí Efthimíu María Kakíu Sztilianí Hrisztídu Eléni Hronopúlu Varvára Magníszali Szterianí Pantazí | Csapat      | 22,700    | 4.        | 23,700              | 5.                  | 46,400    | 4.        | 22,600  | 6.      | 23,925              | 5.                  | 46,525   | 5.       | 5.       |

### Trambulin
| Versenyző           | Versenyszám | Selejtező | Selejtező | Döntő    | Döntő    |
| Versenyző           | Versenyszám | Pontszám  | Helyezés  | Pontszám | Helyezés |
| ------------------- | ----------- | --------- | --------- | -------- | -------- |
| Mihaíl Pelivanídisz | Férfi       | 62,6      | 12.       | kiesett  | kiesett  |

## Triatlon
| Versenyző            | Versenyszám | 1,5 km úszás | 1,5 km úszás | 40 km kerékpározás | 40 km kerékpározás | 10 km futás      | 10 km futás      | Összesítés    | Összesítés    |
| Versenyző            | Versenyszám | Idő          | Hely.        | Idő                | Hely.              | Idő              | Hely.            | Idő           | Helyezés      |
| -------------------- | ----------- | ------------ | ------------ | ------------------ | ------------------ | ---------------- | ---------------- | ------------- | ------------- |
| Vaszíliosz Kromídasz | Férfi       | 18:20        | 35.          | nem teljesítette   | nem teljesítette   | nem teljesítette | nem teljesítette | nem ért célba | nem ért célba |

## Úszás
Férfi
| Versenyző                                                                           | Versenyszám          | Előfutam | Előfutam | Előfutam | Elődöntő | Elődöntő | Elődöntő | Döntő    | Döntő    |
| Versenyző                                                                           | Versenyszám          | Idő      | Hely.    | Össz.    | Idő      | Hely.    | Össz.    | Idő      | Helyezés |
| ----------------------------------------------------------------------------------- | -------------------- | -------- | -------- | -------- | -------- | -------- | -------- | -------- | -------- |
| Apósztolosz Cangarákisz                                                             | 50 m gyors           | 22,72    | 2.       | 24.      | kiesett  | kiesett  | kiesett  | kiesett  | kiesett  |
| Arisztídisz Grigoriádisz                                                            | 100 m gyors          | 50,61    | 4.       | 32.      | kiesett  | kiesett  | kiesett  | kiesett  | kiesett  |
| Arisztídisz Grigoriádisz                                                            | 100 m hát            | 55,85    | 2.       | 17.*     | kiesett  | kiesett  | kiesett  | kiesett  | kiesett  |
| Andóniosz Giúlmbasz                                                                 | 200 m hát            | 2:04,30  | 7.       | 28.      | kiesett  | kiesett  | kiesett  | kiesett  | kiesett  |
| Andréasz Zíszimosz                                                                  | 200 m gyors          | 1:49,60  | 7.       | 15.      | 1:49,76  | 6.       | 12.      | kiesett  | kiesett  |
| Dimítriosz Manganász                                                                | 400 m gyors          | 3:54,78  | 8.       | 24.      |          |          |          | kiesett  | kiesett  |
| Szpirídon Janiótisz                                                                 | 400 m gyors          | 3:48,77  | 3.       | 7.       |          |          |          | 3:48,77  | 7.       |
| Szpirídon Janiótisz                                                                 | 1500 m gyors         | 15:03,87 | 3.       | 5.       |          |          |          | 15:03,69 | 5.       |
| Jeórjiosz Diamandídisz                                                              | 1500 m gyors         | 16:06,31 | 8.       | 31.      |          |          |          | kiesett  | kiesett  |
| Hrísztosz Papadópulosz                                                              | 100 m mell           | 1:04,43  | 3.       | 39.      | kiesett  | kiesett  | kiesett  | kiesett  | kiesett  |
| Romanósz Alifandísz                                                                 | 200 m mell           | 2:18,18  | 6.       | 33.      | kiesett  | kiesett  | kiesett  | kiesett  | kiesett  |
| Szotíriosz Pásztrasz                                                                | 100 m pillangó       | 54,20    | 3.       | 31.      | kiesett  | kiesett  | kiesett  | kiesett  | kiesett  |
| Joánisz Drimonákosz                                                                 | 200 m pillangó       | 1:59,42  | 6.       | 21.*     | kiesett  | kiesett  | kiesett  | kiesett  | kiesett  |
| Joánisz Drimonákosz                                                                 | 400 m vegyes         | 4:16,83  | 3.       | 9.       |          |          |          | kiesett  | kiesett  |
| Joánisz Kokódisz                                                                    | 400 m vegyes         | 4:16,56  | 3.       | 5.       |          |          |          | 4:18,60  | 6.       |
| Joánisz Kokódisz                                                                    | 200 m vegyes         | 2:02,11  | 1.       | 16.      | 2:01,57  | 6.       | 12.      | kiesett  | kiesett  |
| Szpirídon Bicákisz Arisztídisz Grigoriádisz Aléxandrosz Cóltosz Andréasz Zíszimosz  | 4 × 100 m gyorsváltó | 3:24,26  | 7.       | 14.      |          |          |          | kiesett  | kiesett  |
| Apósztolosz Antonópulosz Dimítriosz Mangánasz Nikólaosz Xilúrisz Andréasz Zíszimosz | 4 × 200 m gyorsváltó | 7:19,71  | 4.       | 7.       |          |          |          | 7:23,02  | 8.       |

Női
| Versenyző                                                     | Versenyszám          | Előfutam | Előfutam | Előfutam | Elődöntő | Elődöntő | Elődöntő | Döntő   | Döntő    |
| Versenyző                                                     | Versenyszám          | Idő      | Hely.    | Össz.    | Idő      | Hely.    | Össz.    | Idő     | Helyezés |
| ------------------------------------------------------------- | -------------------- | -------- | -------- | -------- | -------- | -------- | -------- | ------- | -------- |
| Mártha Mátsza                                                 | 50 m gyors           | 26,46    | 7.       | 33.      | kiesett  | kiesett  | kiesett  | kiesett | kiesett  |
| Néri Nianguára                                                | 50 m gyors           | 25,62    | 4.       | 13.      | 25,27    | 7.       | 9.*      | kiesett | kiesett  |
| Néri Nianguára                                                | 100 m gyors          | 55,12    | 3.       | 6.       | 55,02    | 3.       | 7.       | 54,81   | 6.       |
| Zoí Dimoszháki                                                | 200 m gyors          | 2:03,38  | 8.       | 27.      | kiesett  | kiesett  | kiesett  | kiesett | kiesett  |
| Zoí Dimoszháki                                                | 400 m gyors          | 4:13,96  | 5.       | 20.      |          |          |          | kiesett | kiesett  |
| Mariána Libertá                                               | 800 m gyors          | 8:42,65  | 6.       | 18.      |          |          |          | kiesett | kiesett  |
| Iríni Karaszterjíu                                            | 100 m hát            | 1:05,30  | 7.       | 33.      | kiesett  | kiesett  | kiesett  | kiesett | kiesett  |
| Iríni Karaszterjíu                                            | 200 m hát            | 2:21,93  | 8.       | 30.      | kiesett  | kiesett  | kiesett  | kiesett | kiesett  |
| Ekateríni Szarakacáni                                         | 100 m mell           | 1:12,46  | 8.       | 29.*     | kiesett  | kiesett  | kiesett  | kiesett | kiesett  |
| Athiná Cavéla                                                 | 200 m mell           | 2:40,18  | 7.       | 31.      | kiesett  | kiesett  | kiesett  | kiesett | kiesett  |
| Athiná Cavéla                                                 | 200 m vegyes         | 2:20,30  | 7.       | 23.      | kiesett  | kiesett  | kiesett  | kiesett | kiesett  |
| Iríni Kavarnú                                                 | 100 m pillangó       | 1:00,43  | 2.       | 19.      | kiesett  | kiesett  | kiesett  | kiesett | kiesett  |
| Vaszilikí Angelopúlu                                          | 200 m pillangó       | 2:13,88  | 8.       | 22.      | kiesett  | kiesett  | kiesett  | kiesett | kiesett  |
| Vaszilikí Angelopúlu                                          | 400 m vegyes         | 4:44,90  | 4.       | 7.       |          |          |          | 4:50,85 | 8.       |
| Zoí Dimoszháki Eléni Kosztí Mártha Mátsza Néri Nianguára      | 4 × 100 m gyorsváltó | kizárták | kizárták | kizárták |          |          |          | kiesett | kiesett  |
| Zoí Dimoszháki Mariána Libertá Jeorjía Manóli Evangelía Cánga | 4 × 200 m gyorsváltó | 8:16,69  | 8.       | 15.      |          |          |          | kiesett | kiesett  |

* - egy másik versenyzővel azonos időt ért el

## Vitorlázás
Férfi
| Versenyző                                         | Versenyszám     | Futam | Futam | Futam | Futam | Futam | Futam | Futam | Futam | Futam | Futam | Futam | Pontszám | Helyezés |
| Versenyző                                         | Versenyszám     | 1     | 2     | 3     | 4     | 5     | 6     | 7     | 8     | 9     | 10    | 11    | Pontszám | Helyezés |
| ------------------------------------------------- | --------------- | ----- | ----- | ----- | ----- | ----- | ----- | ----- | ----- | ----- | ----- | ----- | -------- | -------- |
| Nikólaosz Kaklamanákisz                           | Szörfvitorlázás | 1     | 4     | 4     | 14    | 6     | 13    | 2     | 3     | 5     | 4     | 10    | 52       |          |
| Emíliosz Papathanasziú                            | Finn dingi      | 1     | 5     | 17    | 13    | 15    | 6     | 8,4   | 2     | 1     | 22    | 4     | 72,4     | 5.       |
| Andréasz Koszmatópulosz Konsztandínosz Tringónisz | 470-es osztály  | 9     | 6     | 11    | 9     | 16    | 2     | 23    | 15    | 21    | 20    | 28    | 132      | 18.      |
| Leonídasz Pelekanákisz Jeórjiosz Kontogúrisz      | Csillaghajó     | 16    | 2     | 10    | 17    | 5     | 14    | 10    | 1     | 9     | 16    | 3     | 86       | 11.      |

Női
| Versenyző                                                | Versenyszám     | Futam | Futam | Futam | Futam | Futam | Futam | Futam | Futam | Futam | Futam | Futam | Pontszám | Helyezés |
| Versenyző                                                | Versenyszám     | 1     | 2     | 3     | 4     | 5     | 6     | 7     | 8     | 9     | 10    | 11    | Pontszám | Helyezés |
| -------------------------------------------------------- | --------------- | ----- | ----- | ----- | ----- | ----- | ----- | ----- | ----- | ----- | ----- | ----- | -------- | -------- |
| Andonía-Athina Frái                                      | Szörfvitorlázás | 6     | 18    | 4     | 16    | 11    | 17    | 9     | 16    | 18    | 27    | 8     | 123      | 15.      |
| Virginía Kravarióti                                      | Europe          | 15    | 21    | 5     | 14    | 2     | 12    | 15    | 9     | 16    | 3     | 3     | 94       | 9.       |
| Szofía Bekatóru Emilía Cúlfa                             | 470-es osztály  | 1     | 2     | 2     | 13    | 1     | 1     | 14    | 1     | 1     | 2     |       | 38       |          |
| Katerína Jakumídu Elena Dimitrakopúlu Eftihia Mandzaráki | Yngling         | 12    | 6     | 8     | 4     | 6     | 8     | 16    | 9     | 8     | 9     | 17    | 86       | 11.      |

Nyílt
| Versenyző                                    | Versenyszám        | Futam | Futam | Futam | Futam | Futam | Futam | Futam | Futam | Futam | Futam | Futam    | Futam | Futam | Futam | Futam | Futam | Pontszám | Helyezés |
| Versenyző                                    | Versenyszám        | 1     | 2     | 3     | 4     | 5     | 6     | 7     | 8     | 9     | 10    | 11       | 12    | 13    | 14    | 15    | 16    | Pontszám | Helyezés |
| -------------------------------------------- | ------------------ | ----- | ----- | ----- | ----- | ----- | ----- | ----- | ----- | ----- | ----- | -------- | ----- | ----- | ----- | ----- | ----- | -------- | -------- |
| Evángelosz Himónasz                          | Laser              | 12    | 24    | 36    | 15    | 7     | 17    | 20    | 2     | 6     | 16    | 37       |       |       |       |       |       | 155      | 16.      |
| Athanásziosz Pahúmasz Vaszíliosz Portoszálte | Könnyű 49-es dingi | 15    | 12    | 8     | 14    | 15    | 13    | 14    | 18    | 8     | 17    | kizárták | 12    | 13,4  | 15    | 7     | 20    | 181,4    | 17.      |
| Jordánisz Paszhalídisz Hrísztosz Garéfisz    | Tornádó            | 12    | 10    | 2     | 9     | 10    | 7     | 16    | 13    | 15    | 14    | 3        |       |       |       |       |       | 95       | 12.      |

## Vívás
Férfi
| Versenyző                                                                       | Versenyszám       | Selejtező                            | 32-es főtábla             | Nyolcaddöntő                                                                                | Negyeddöntő                                                                                 | Elődöntő                                                                                           | Bronz- mérkőzés                                                                 | Döntő             | Helyezés |
| Versenyző                                                                       | Versenyszám       | Ellenfél Eredmény                    | Ellenfél Eredmény         | Ellenfél Eredmény                                                                           | Ellenfél Eredmény                                                                           | Ellenfél Eredmény                                                                                  | Ellenfél Eredmény                                                               | Ellenfél Eredmény | Helyezés |
| ------------------------------------------------------------------------------- | ----------------- | ------------------------------------ | ------------------------- | ------------------------------------------------------------------------------------------- | ------------------------------------------------------------------------------------------- | -------------------------------------------------------------------------------------------------- | ------------------------------------------------------------------------------- | ----------------- | -------- |
| Jórgosz Abalóf                                                                  | Párbajtőr, egyéni | Ahmed Nabíl (EGY) · 6-15             | kiesett                   | kiesett                                                                                     | kiesett                                                                                     | kiesett                                                                                            | kiesett                                                                         | kiesett           | 35.      |
| Máriosz Bazmadzián                                                              | Kard, egyéni      | Nagara Maszasi (JPN) · 8-15          | kiesett                   | kiesett                                                                                     | kiesett                                                                                     | kiesett                                                                                            | kiesett                                                                         | kiesett           | 34.      |
| Jason Dourakos                                                                  | Kard, egyéni      | Csou Han-ming (CHN) · 10-15          | kiesett                   | kiesett                                                                                     | kiesett                                                                                     | kiesett                                                                                            | kiesett                                                                         | kiesett           | 35.      |
| Konsztandínosz Manétasz                                                         | Kard, egyéni      | Raúf Szalím el-Bernávi (ALG) · 15-10 | Aldo Montano (ITA) · 9-15 | kiesett                                                                                     | kiesett                                                                                     | kiesett                                                                                            | kiesett                                                                         | kiesett           | 28.      |
| Máriosz Bazmadzián Jason Dourakos Dimítriosz Kosztákosz Konsztandínosz Manétasz | Kard, csapat      |                                      |                           | Algéria (ALG) · Naszím Iszlám el-Bernávi · Raúf Szalím el-Bernávi · Reda Ben Sehíma · 45-25 | Oroszország (RUS) · Alekszej Gyjacsenko · Sztanyiszlav Pozdnyakov · Szergej Sarikov · 22-45 | 5–8. helyért · Ukrajna (UKR) · Volodimir Kaljuzsnij · Volodimir Lukasenko · Oleh Sturbabin · 39-45 | 7. helyért · Kína (CHN) · Csen Feng · Huang Jao-csiang · Vang Csing-cse · 42-45 |                   | 8.       |

Női
| Versenyző                                              | Versenyszám       | Selejtező                          | 32-es főtábla                         | Nyolcaddöntő                                                                           | Negyeddöntő                                                                   | Elődöntő                                                                 | Bronz- mérkőzés                                                               | Döntő             | Helyezés |
| Versenyző                                              | Versenyszám       | Ellenfél Eredmény                  | Ellenfél Eredmény                     | Ellenfél Eredmény                                                                      | Ellenfél Eredmény                                                             | Ellenfél Eredmény                                                        | Ellenfél Eredmény                                                             | Ellenfél Eredmény | Helyezés |
| ------------------------------------------------------ | ----------------- | ---------------------------------- | ------------------------------------- | -------------------------------------------------------------------------------------- | ----------------------------------------------------------------------------- | ------------------------------------------------------------------------ | ----------------------------------------------------------------------------- | ----------------- | -------- |
| María Rentúmi                                          | Tőr, egyéni       |                                    | Jekatyerina Juseva (RUS) · 4-15       | kiesett                                                                                | kiesett                                                                       | kiesett                                                                  | kiesett                                                                       | kiesett           | 22.      |
| Joána Hrísztu                                          | Párbajtőr, egyéni |                                    | Sherraine Schalm-MacKay (CAN) · 15-13 | Tatyjana Logunova (RUS) · 15-10                                                        | Laura Flessel-Colovic (FRA) · 13-15                                           | kiesett                                                                  | kiesett                                                                       | kiesett           | 8.       |
| Dímitra Manganudáki                                    | Párbajtőr, egyéni | Jessica Eliza Beer (NZL) · 15-8    | Maureen Nisima (FRA) · 5-6            | kiesett                                                                                | kiesett                                                                       | kiesett                                                                  | kiesett                                                                       | kiesett           | 32.      |
| Katerína Szidiropúlu                                   | Párbajtőr, egyéni | Aminata Ndong (SEN) · visszalépett | Claudia Bokel (GER) · 10-15           | kiesett                                                                                | kiesett                                                                       | kiesett                                                                  | kiesett                                                                       | kiesett           | 27.      |
| Joána Hrísztu Dímitra Manganudáki Katerína Szidiropúlu | Párbajtőr, csapat |                                    |                                       | Dél-afrikai Köztársaság (RSA) · Natalia Tychler · Kelly Wilson · Rachel Barlow · 34-15 | Németország (GER) · Claudia Bokel · Imke Duplitzer · Britta Heidemann · 32-33 | 5–8. helyért · Kína (CHN) · Li Na · Csung Vej-ping · Sen Vej-vej · 18-29 | 7. helyért · Dél-Korea (KOR) · I Gumnam · Ko Dzsongnam · Kim Hidzsong · 30-44 |                   | 8.       |

## Vízilabda

### Férfi
| Görög nemzeti férfi vízilabdacsapat-játékoskeret | Görög nemzeti férfi vízilabdacsapat-játékoskeret | Görög nemzeti férfi vízilabdacsapat-játékoskeret | Görög nemzeti férfi vízilabdacsapat-játékoskeret | Görög nemzeti férfi vízilabdacsapat-játékoskeret | Görög nemzeti férfi vízilabdacsapat-játékoskeret | Görög nemzeti férfi vízilabdacsapat-játékoskeret |
| #                                                | Név                                              | Poszt                                            | Magasság                                         | Súly                                             | Kor                                              | Klub                                             |
| ------------------------------------------------ | ------------------------------------------------ | ------------------------------------------------ | ------------------------------------------------ | ------------------------------------------------ | ------------------------------------------------ | ------------------------------------------------ |
| 1                                                | Jeórjiosz Répasz                                 | GK                                               | 1,89 m (6 ft 2 in)                               | 89 kg                                            | 1974. december 11. (29 évesen)                   | Vouliagmeni                                      |
| 2                                                | Anasztásziosz Szhízasz                           | CF                                               | 1,91 m (6 ft 3 in)                               | 90 kg                                            | 1977. február 18. (27 évesen)                    | Olympiacos (vízilabda)                           |
| 3                                                | Dimítriosz Mázisz                                | CF                                               | 1,84 m (6 ft 0 in)                               | 85 kg                                            | 1976. szeptember 5. (27 évesen)                  | Vouliagmeni                                      |
| 4                                                | Kónsztandinosz Lúdisz                            | CF                                               | 1,83 m (6 ft 0 in)                               | 85 kg                                            | 1969. március 24. (35 évesen)                    | Panionios G.C.                                   |
| 5                                                | Theódorosz Hadzitheodóru                         | CF                                               | 1,90 m (6 ft 3 in)                               | 100 kg                                           | 1976. október 1. (27 évesen)                     | Olympiacos (vízilabda)                           |
| 6                                                | Argírisz Theodorópulosz                          | CF                                               | 1,88 m (6 ft 2 in)                               | 89 kg                                            | 1981. január 13. (23 évesen)                     | Olympiacos (vízilabda)                           |
| 7                                                | Hrísztosz Afrudákisz                             | CF                                               | 1,89 m (6 ft 2 in)                               | 87 kg                                            | 1984. május 23. (20 évesen)                      | Vouliagmeni                                      |
| 8                                                | Theódorosz Kalakónasz                            | D                                                | 1,80 m (5 ft 11 in)                              | 88 kg                                            | 1974. október 28. (29 évesen)                    | Olympiacos (vízilabda)                           |
| 9                                                | Jeórjiosz Afrudákisz                             | CB                                               | 1,94 m (6 ft 4 in)                               | 100 kg                                           | 1976. október 17. (27 évesen)                    | Vouliagmeni                                      |
| 10                                               | Sztéfanosz-Petrósz Szánta                        | D                                                | 1,86 m (6 ft 1 in)                               | 94 kg                                            | 1975. május 21. (29 évesen)                      | Panionios G.C.                                   |
| 11                                               | Andóniosz Vlondákisz                             | CB                                               | 1,88 m (6 ft 2 in)                               | 92 kg                                            | 1975. október 10. (28 évesen)                    | Ethnikos Piraeus                                 |
| 12                                               | Nikólaosz Delijánisz                             | GK                                               | 1,90 m (6 ft 3 in)                               | 90 kg                                            | 1976. szeptember 3. (27 évesen)                  | Olympiacos (vízilabda)                           |
| 13                                               | Joánisz Thomákosz                                | CF                                               | 1,85 m (6 ft 1 in)                               | 88 kg                                            | 1977. március 14. (27 évesen)                    | Olympiacos (vízilabda)                           |
| Vezetőedző: Alessandro Campagna                  |                                                  |                                                  |                                                  |                                                  |                                                  |                                                  |

- Kor: 2004. augusztus 14-i kora

#### Eredmények
Csoportkör
B csoport
| Csapat              | M | Gy | D | V | G+ | G– | Gk  | P |
| ------------------- | - | -- | - | - | -- | -- | --- | - |
| Görögország (GRE)   | 5 | 4  | 0 | 1 | 43 | 27 | +16 | 8 |
| Németország (GER)   | 5 | 3  | 1 | 1 | 40 | 28 | +12 | 7 |
| Spanyolország (ESP) | 5 | 3  | 0 | 2 | 35 | 31 | +4  | 6 |
| Olaszország (ITA)   | 5 | 3  | 0 | 2 | 39 | 24 | +15 | 6 |
| Ausztrália (AUS)    | 5 | 1  | 1 | 3 | 37 | 35 | +2  | 4 |
| Egyiptom (EGY)      | 5 | 0  | 0 | 5 | 18 | 67 | –49 | 0 |

| 2004. augusztus 15. 21:00 | Németország (GER)    | 5–4 | Görögország (GRE) | Központi Olimpiai Uszoda Játékvezetők: Mario Brguljan (SCG), Andrei Afanasiev (RUS) |
| 2004. augusztus 15. 21:00 | (2–2, 0–1, 2–1, 1–0) |     |                   | Központi Olimpiai Uszoda Játékvezetők: Mario Brguljan (SCG), Andrei Afanasiev (RUS) |
| 2004. augusztus 15. 21:00 | öt játékos 1         |     | négy játékos 1    | Központi Olimpiai Uszoda Játékvezetők: Mario Brguljan (SCG), Andrei Afanasiev (RUS) |

| 2004. augusztus 17. 21:00 | Görögország (GRE)         | 15–4 | Spanyolország (ESP) | Központi Olimpiai Uszoda Játékvezetők: Vlastimil Kratochvil (SVK), Boris Margeta (SLO) |
| 2004. augusztus 17. 21:00 | (2–1, 4–1, 1–2, 1–1)      |      |                     | Központi Olimpiai Uszoda Játékvezetők: Vlastimil Kratochvil (SVK), Boris Margeta (SLO) |
| 2004. augusztus 17. 21:00 | Hadzitheodóru, Szhízasz 2 |      | öt játékos 1        | Központi Olimpiai Uszoda Játékvezetők: Vlastimil Kratochvil (SVK), Boris Margeta (SLO) |

| 2004. augusztus 19. 21:00 | Egyiptom (EGY)       | 4–15 | Görögország (GRE) | Központi Olimpiai Uszoda Játékvezetők: Radu Sorin Matache (ROU), Zhong Haotian (CHN) |
| 2004. augusztus 19. 21:00 | (0–5, 0–2, 2–3, 2–5) |      |                   | Központi Olimpiai Uszoda Játékvezetők: Radu Sorin Matache (ROU), Zhong Haotian (CHN) |
| 2004. augusztus 19. 21:00 | négy játékos 1       |      | Thomákosz 5       | Központi Olimpiai Uszoda Játékvezetők: Radu Sorin Matache (ROU), Zhong Haotian (CHN) |

| 2004. augusztus 21. 17:45 | Görögország (GRE)    | 10–9 | Ausztrália (AUS) | Központi Olimpiai Uszoda Játékvezetők: Alan Balfanbayev (KAZ), Kiszelly Gábor (HUN) |
| 2004. augusztus 21. 17:45 | (2–2, 3–2, 3–2, 2–3) |      |                  | Központi Olimpiai Uszoda Játékvezetők: Alan Balfanbayev (KAZ), Kiszelly Gábor (HUN) |
| 2004. augusztus 21. 17:45 | Hadzitheodóru 3      |      | három játékos 2  | Központi Olimpiai Uszoda Játékvezetők: Alan Balfanbayev (KAZ), Kiszelly Gábor (HUN) |

| 2004. augusztus 23. 22:15 | Olaszország (ITA)    | 4–6 | Görögország (GRE) | Központi Olimpiai Uszoda Játékvezetők: Alan Balfanbayev (KAZ), Peter Bookelman (NED) |
| 2004. augusztus 23. 22:15 | (0–1, 2–1, 1–2, 1–2) |     |                   | Központi Olimpiai Uszoda Játékvezetők: Alan Balfanbayev (KAZ), Peter Bookelman (NED) |
| 2004. augusztus 23. 22:15 | Bencivenga 2         |     | hat játékos 1     | Központi Olimpiai Uszoda Játékvezetők: Alan Balfanbayev (KAZ), Peter Bookelman (NED) |

Elődöntő
| 2004. augusztus 27. 21:00 | Görögország (GRE)    | 3–7 | Szerbia és Montenegró (SCG) | Központi Olimpiai Uszoda\|Olympic Aquatic Centre Játékvezetők: Roberto Petronilli (ITA), Erhan Tulga (TUR) |
| 2004. augusztus 27. 21:00 | (1–2, 1–3, 1–1, 0–1) |     |                             | Központi Olimpiai Uszoda\|Olympic Aquatic Centre Játékvezetők: Roberto Petronilli (ITA), Erhan Tulga (TUR) |
| 2004. augusztus 27. 21:00 | három játékos 1      |     | Jokić 2                     | Központi Olimpiai Uszoda\|Olympic Aquatic Centre Játékvezetők: Roberto Petronilli (ITA), Erhan Tulga (TUR) |

Bronzmérkőzés
| 2004. augusztus 29. 16:00 | Oroszország (RUS)    | 6–5 | Görögország (GRE) | Központi Olimpiai Uszoda\|Olympic Aquatic Centre Játékvezetők: Sergio Borrell (ESP), Mario Brguljan (SCG) |
| 2004. augusztus 29. 16:00 | (1–1, 3–1, 1–2, 1–1) |     |                   | Központi Olimpiai Uszoda\|Olympic Aquatic Centre Játékvezetők: Sergio Borrell (ESP), Mario Brguljan (SCG) |
| 2004. augusztus 29. 16:00 | Csomahidze 4         |     | J. Afrudákisz 3   | Központi Olimpiai Uszoda\|Olympic Aquatic Centre Játékvezetők: Sergio Borrell (ESP), Mario Brguljan (SCG) |

| Csapat            | Helyezés |
| ----------------- | -------- |
| Görögország (GRE) | 4.       |

### Női
| Görög nemzeti női vízilabdacsapat-játékoskeret | Görög nemzeti női vízilabdacsapat-játékoskeret | Görög nemzeti női vízilabdacsapat-játékoskeret | Görög nemzeti női vízilabdacsapat-játékoskeret | Görög nemzeti női vízilabdacsapat-játékoskeret | Görög nemzeti női vízilabdacsapat-játékoskeret | Görög nemzeti női vízilabdacsapat-játékoskeret |
| #                                              | Név                                            | Poszt                                          | Magasság                                       | Súly                                           | Kor                                            | Klub                                           |
| ---------------------------------------------- | ---------------------------------------------- | ---------------------------------------------- | ---------------------------------------------- | ---------------------------------------------- | ---------------------------------------------- | ---------------------------------------------- |
| 1                                              | Jeorjía Elináki                                | GK                                             | 1,74 m (5 ft 9 in)                             | 65 kg                                          | 1974. február 28. (30 évesen)                  | ANC Glyfada                                    |
| 2                                              | Dímitra Aszilián                               | D                                              | 1,70 m (5 ft 7 in)                             | 60 kg                                          | 1972. július 10. (32 évesen)                   | Olympiacos SFP                                 |
| 3                                              | Andiópi Melidóni                               | CB                                             | 1,71 m (5 ft 7 in)                             | 63 kg                                          | 1977. október 11. (26 évesen)                  | NO Vouliagmeni                                 |
| 4                                              | Angelikí Karapatáki                            | D                                              | 1,70 m (5 ft 7 in)                             | 58 kg                                          | 1975. február 19. (29 évesen)                  | ANC Glyfada                                    |
| 5                                              | Kikí Liószi                                    | D                                              | 1,70 m (5 ft 7 in)                             | 65 kg                                          | 1979. október 30. (24 évesen)                  | ANC Glyfada                                    |
| 6                                              | Sztavrúla Kozómboli                            | CF                                             | 1,80 m (5 ft 11 in)                            | 70 kg                                          | 1974. január 14. (30 évesen)                   | ANC Glyfada                                    |
| 7                                              | Katerína Ikonomopúlu                           | CB                                             | 1,80 m (5 ft 11 in)                            | 60 kg                                          | 1978. február 16. (26 évesen)                  | ANC Glyfada                                    |
| 8                                              | Andigóni Rumbészi                              | D                                              | 1,78 m (5 ft 10 in)                            | 77 kg                                          | 1983. július 19. (21 évesen)                   | NO Vouliagmeni                                 |
| 9                                              | Evangelía Moraitídu                            | CB                                             | 1,84 m (6 ft 0 in)                             | 74 kg                                          | 1975. március 26. (29 évesen)                  | NO Vouliagmeni                                 |
| 10                                             | Eftihía Karajáni                               | D                                              | 1,68 m (5 ft 6 in)                             | 61 kg                                          | 1973. október 10. (30 évesen)                  | ANC Glyfada                                    |
| 11                                             | Júli Lára                                      | CF                                             | 1,75 m (5 ft 9 in)                             | 73 kg                                          | 1980. május 31. (24 évesen)                    | NO Vouliagmeni                                 |
| 12                                             | Andonía Moraíti                                | D                                              | 1,65 m (5 ft 5 in)                             | 54 kg                                          | 1977. május 2. (27 évesen)                     | ANC Glyfada                                    |
| 13                                             | Anthúla Milonáki                               | GK                                             | 1,78 m (5 ft 10 in)                            | 77 kg                                          | 1984. június 10. (20 évesen)                   | NO Vouliagmeni                                 |
| Vezetőedző: Kiriákosz Joszifídisz              |                                                |                                                |                                                |                                                |                                                |                                                |

- Kor: 2004. augusztus 14-i kora

#### Eredmények
Csoportkör
A csoport
| Csapat            | M | Gy | D | V | G+ | G– | Gk | P |
| ----------------- | - | -- | - | - | -- | -- | -- | - |
| Ausztrália (AUS)  | 3 | 2  | 0 | 1 | 22 | 16 | +6 | 5 |
| Olaszország (ITA) | 3 | 2  | 1 | 0 | 20 | 14 | +6 | 4 |
| Görögország (GRE) | 3 | 1  | 1 | 1 | 17 | 20 | −3 | 3 |
| Kazahsztán (KAZ)  | 3 | 0  | 3 | 0 | 16 | 25 | −9 | 0 |

| 2004. augusztus 16. 17:45 | Görögország (GRE)    | 8–6 | Kazahsztán (KAZ)       | Központi Olimpiai Uszoda Játékvezetők: Radu Matache (ROU), Daniel Legare (CAN) |
| 2004. augusztus 16. 17:45 | (2–2, 2–1, 2–2, 2–1) |     |                        | Központi Olimpiai Uszoda Játékvezetők: Radu Matache (ROU), Daniel Legare (CAN) |
| 2004. augusztus 16. 17:45 | Rumbészi 2           |     | Gricenko, Dzsakajeva 2 | Központi Olimpiai Uszoda Játékvezetők: Radu Matache (ROU), Daniel Legare (CAN) |

| 2004. augusztus 18. 17:45 | Görögország (GRE)    | 2–7 | Olaszország (ITA)  | Központi Olimpiai Uszoda Játékvezetők: Sergio Borrell (ESP), Radosław Koryzna (POL) |
| 2004. augusztus 18. 17:45 | (0–3, 2–2, 0–1, 0–1) |     |                    | Központi Olimpiai Uszoda Játékvezetők: Sergio Borrell (ESP), Radosław Koryzna (POL) |
| 2004. augusztus 18. 17:45 | Liószi, Moraitídu 1  |     | Di Mario, Miceli 3 | Központi Olimpiai Uszoda Játékvezetők: Sergio Borrell (ESP), Radosław Koryzna (POL) |

| 2004. augusztus 20. 18:00 | Ausztrália (AUS)     | 7–7 | Görögország (GRE) | Központi Olimpiai Uszoda Játékvezetők: Aaron Chaney (USA), Kiszelly Gábor (HUN) |
| 2004. augusztus 20. 18:00 | (1–2, 3–5, 2–0, 1–0) |     |                   | Központi Olimpiai Uszoda Játékvezetők: Aaron Chaney (USA), Kiszelly Gábor (HUN) |
| 2004. augusztus 20. 18:00 | Castle, Gynther 3    |     | Aszilián, Lára 2  | Központi Olimpiai Uszoda Játékvezetők: Aaron Chaney (USA), Kiszelly Gábor (HUN) |

Az elődöntőbe jutásért
| 2004. augusztus 22. 17:00 | Görögország (GRE)    | 7–4 | Oroszország (RUS) | Központi Olimpiai Uszoda Játékvezetők: Zoran Tomić (CRO), Mario Brguljan (SCG) |
| 2004. augusztus 22. 17:00 | (2–1, 3–0, 2–1, 0–2) |     |                   | Központi Olimpiai Uszoda Játékvezetők: Zoran Tomić (CRO), Mario Brguljan (SCG) |
| 2004. augusztus 22. 17:00 | Liószi, Rumbészi 2   |     | négy játékos 1    | Központi Olimpiai Uszoda Játékvezetők: Zoran Tomić (CRO), Mario Brguljan (SCG) |

Elődöntő
| 2004. augusztus 24. 18:15 | Ausztrália (AUS)     | 2–6 | Görögország (GRE) | Központi Olimpiai Uszoda Játékvezetők: Peter Bookelman (NED), Torsten Bock (GER) |
| 2004. augusztus 24. 18:15 | (1–4, 0–1, 1–1, 0–0) |     |                   | Központi Olimpiai Uszoda Játékvezetők: Peter Bookelman (NED), Torsten Bock (GER) |
| 2004. augusztus 24. 18:15 | Fox, Stuhmcke 1      |     | Rumbészi 2        | Központi Olimpiai Uszoda Játékvezetők: Peter Bookelman (NED), Torsten Bock (GER) |

Döntő
| 2004. augusztus 26. 18:15 | Görögország (GRE)              | 9–10 (h. u.) | Olaszország (ITA) | Központi Olimpiai Uszoda Játékvezetők: Boris Margeta (SLO), Kiszelly Gábor (HUN) |
| 2004. augusztus 26. 18:15 | (3–2, 3–3, 0–1, 1–1, 2–2, 0–1) |              |                   | Központi Olimpiai Uszoda Játékvezetők: Boris Margeta (SLO), Kiszelly Gábor (HUN) |
| 2004. augusztus 26. 18:15 | Liószi 5                       |              | Grego, Miceli 3   | Központi Olimpiai Uszoda Játékvezetők: Boris Margeta (SLO), Kiszelly Gábor (HUN) |

| Csapat            | Helyezés |
| ----------------- | -------- |
| Görögország (GRE) |          |